# 遊戲王5D's角色列表
遊戲王5D's角色列表是日本動畫及漫畫《遊戲王5D's》（遊☆戯☆王5D's）所登場的人物一覽。角色譯名若有差異則以「動畫／東立漫畫」的台灣翻譯及科乐美旗下的《游戏王：决斗链接》的官方翻译為主。

## 5D's隊
隊名由傑克命名，代表五位龍印者的意思。聚集龍印者及其他夥伴們為了參加WRGP而組成的隊伍，由遊星率領。第一屆WRGP冠軍隊。
不動 遊星Fudo Yusei
聲：宮下雄也（日本）／何志威(本篇)、李景唐(超融合！跨越時空的羈絆)（臺灣）／蔡忠衛（香港）
本劇男主角，初登場為18歲，第三代決鬥王。特徵是黑色螃蟹外形短髮帶金色線條，鈷藍色瞳孔，以及左眼下方在脫離衛星區據點後被刻上的「標記」。龍印者之一，原本擁有「龍尾之印」，經歷黑暗者最終決戰後，變為「龍頭之印」，至於「龍尾之印」則轉移給烏鴉。代表的龍是「星塵龍」。牌組是從垃圾堆撿來的卡片組成的，以大量低等級和攻擊力的戰士族、機械族為核心，並以「同調士」為名的協調怪獸為王牌。平常沉默而且成熟，但冷靜的外表下有替他人著想的心，非常重視「羈絆」。對機械有著強烈的興趣跟喜好，經常會撿拾一些廢棄材料來製作機械，有能將廢棄材料變成高級電子器材的好手藝與優秀頭腦。自己的D輪「遊星號」丶秋的D輪和龍可、龍亞的決鬥滑板都出自其手，还曾帮助龙可龙亚调整决斗盘的尺寸。父親為不動博士，母親的名字不明，真實的出生地為頂級區，在「零點逆轉」的事件中變成孤兒，在衛星區長大並且與傑克、烏鴉、鬼柳等人組成「滿足團隊」。但因沒能阻止鬼柳走火入魔而感到懊悔，同時也使對方造成誤會；在黑暗者篇時面對成為黑暗者的鬼柳初次敗北，重新振作後雖然打倒了黑暗者首領魯多卡，但直到在衝突鎮完全拯救鬼柳之後才放下這份負擔。一年後，與同伴集結成5D's隊參加WRGP，面對世界本源三皇帝時領悟了「加速同步」，並促使星塵龍進化為「流星龍」，成為足以對抗機皇帝的力量。後來，從安提諾米口中得知還有更在其上的「頂級澄淨之心（トップ・クリアマインド）」以及「三角加速同步」。並在與Z-ONE決戰時，藉由夥伴託付的卡片將五隻龍印者之龍進行超限加速同步，召喚出「流天類星龍」並拯救了新童實野市。與Z-ONE的最終決戰結束後留在新童實野市並成為科學家，開發了新型Moment—「幸運」系統。
漫畫裡的個性和動畫版相反，不但比較熱血、衝動而且有自己的口頭禪：「燃えてきたぜ（熱血沸騰了）」。說話有時比較衝，常會不經意傷到人，但會馬上道歉。一樣是衛星區出生，但離開衛星區的原因不同於動畫，是為了尋找瑟克特並再次擊敗傑克才參加漫畫裡舉辦的D1GP大賽。本身和傑克、烏鴉、鬼柳不認識。在衛星區唯一認識並結交的朋友是瑟克特。在D1GP大賽和烏鴉決鬥時被捲入決鬥龍的儀式當中。在成功擺脫決鬥龍「閃珖龍 星塵」所散發出來的黑色瘴氣後，明白到「閃珖龍 星塵」一直被追求力量的人所追求而難過的心情後，以「希望借用他的力量來拯救朋友」的心情感化牠，最終通過儀式，也獲得了自己的王牌「閃珖龍 星塵」。
傑克·亞特拉斯Jack Atlus（日前期）、Jack Atlas（美、日後期）
聲：星野貴紀（日本）／李世揚(本篇與ARC-V)、梁興昌(超融合！跨越時空的羈絆)（臺灣）／黃榮璋(本篇)、郭俊廷(ARC-V)（香港）
初登場為19歲，特徵是金色短髮，鬢角處為長髮，紫色瞳孔。龍印者之一，擁有「龍翼之印」，代表的龍是「闇紅惡魔龍」，牌組是以闇紅惡魔龍為核心的強力攻擊型牌組。性格驕傲、缺乏協調性、沒有金錢觀念，相當受到女性歡迎，同時被新聞記者卡利、葛德韋恩秘書深影、咖啡店女服務生史蒂芬妮所愛慕。由於出身窮困，非常喜歡收集和品嚐各種口味的杯麵。在滿足團隊解散後一年，以決鬥王為目標而偷走了遊星的「星塵龍」和D輪（但兩年期間已毀損），來到衛星區之外並開始奮鬥，當上決鬥王後得到了大量的人氣和極高的名聲，但在幸運盃輸給遊星之後、失去了王的身分並再度墮落，但因為與卡利的相遇，使他注意到真正重要的事物。在闇印者篇與卡利對決，了解到卡利對自己的愛與付出，性格開始成熟穩重起來，變得更加重視夥伴。WRGP篇中，在面臨機皇帝時遇到了瓶頸，之後在納斯卡地區跟紅蓮惡魔的僕人對戰中發現了新的決鬥風格，將強力更加貫徹，但實際上是被當地的守護神羽蛇神─紅龍所引導。並在此戰中以「燃燒之魂」制伏並吸收「地縛神紅蓮新星」，促使闇紅惡魔龍進化為「紅蓮新星龍」。
口頭禪是「王只有一个，就是我杰克·亚特拉斯！」「王的决斗必须是娱乐」。
漫畫裡的個性比較孤傲，瞧不起人與人之間的羈絆。無視一切弱者，只注重力量。本身不認識遊星和烏鴉。和鬼柳則是小時候一起待在培育決鬥龍使用者的設施中度过才認識。之後被葛德韋恩領養。王牌為「琰魔龍 闇紅惡魔」，但先被鬼柳偷走後再次歸還。
後於《遊戲王ARC-V》再次登場，詳情參照遊戲王ARC-V角色列表#Tops
烏鴉·霍根／克羅·霍根Crow Hogan
聲：淺沼晉太郎（日本）／李世揚(本篇)→馬伯強(ARC-V)、何志威(超融合！跨越時空的羈絆)（臺灣）／張振熙（香港）
初登場為17歳。特徵為橙色上揚的短髮，灰色瞳孔，臉上有大量的「標記」。經歷黑暗者最終決戰後，得到「龍尾之印」，代表的龍是「黑羽龍」。使用黑羽主題的鳥獸族牌組，以快速特殊召喚大量的怪獸並互相支援見長。D輪是有翅膀的黑鳥號。遊星與傑克幼時就結交的死黨，有「子彈烏鴉」的稱號，主角群中人情味最重的人，非常受到小孩子歡迎、也很喜歡小孩，是個聰明的智多星。
父母在零點反轉事件中喪生，因此沒有讀過太多書，其啟蒙學識都是從決鬥怪獸的卡片上和同為孤兒的夥伴們學來的。
滿足團隊解散後與皮爾森相識，在皮爾森因事故身亡後為了守護B.A.D地區的孩子們而常侵入公安的物品保管處當起了義賊，自己也因此常被捕標上了大量的標記。
為了參加WRGP與製作新的D輪而負責隊伍的資金管理，對傑克浪費的習性很頭痛。WRGP預賽第一場因遭災難隊陷害而受傷。預賽第二場由於十六夜亞紀受傷，從中查知是災難隊使用黑暗卡片所引起，故此忍痛受傷參加比賽，成功在賽中揭發元兇。
漫畫裡的個性和動畫相同。為了替一名生病的小孩打氣而參加D1GP大賽，實力堅強。和遊星對決時被捲入決鬥龍的儀式當中，見證了遊星得到「閃珖龍 星塵」的經過。之後也進行了決鬥龍的儀式並取得決鬥龍「玄翼龍 黑羽」。
後於《遊戲王ARC-V》再次登場，詳情參照遊戲王ARC-V角色列表
十六夜 亞紀Izayoi Aki）（另譯：十六夜 秋）
聲：木下亞由美（日本）／陶敏嫻(本篇)、傅其慧(超融合！跨越時空的羈絆)（臺灣）／顧詠雪（香港）
本劇女主角，初登場為16歲，特徵是薔薇色的長髮，黃橙色瞳孔。龍印者之一，擁有「龍足之印」，代表的龍是「黑薔薇龍」，牌組以植物族怪獸為主，也包含能支援的戰士族和魔法使族怪獸。是超能力決鬥者，能將決鬥具現化在真實世界。5歲時與父親初次決鬥的時候令超能力覺醒，使父女關係出現裂縫，13歲入讀決鬥學院時亦因超能力的緣故被周圍的人所懼怕。在墮落者區以「黑薔薇魔女」的稱號為人所恐懼的面具決鬥者。認為自己的超能力是因為右腕的「龍之印」產生的，所以對此印記非常憎恨，因此對同樣擁有「龍印」的人亦帶有厭惡情緒，一直以來認為無可取代的夥伴是理想鄉團首領迪梵恩。在幸運盃決鬥中曾好幾次將遊星打成重傷，但後來在遊星的幫助下解開其心結與父母和好，並與龍印者並肩作戰。同時對遊星產生好感，之後只要牽扯到遊星的事，常會變得沒辦法冷靜或有些情緒化的情況。在闇印者篇與密斯提對決，之後進入決鬥學院高中部就讀，在雪莉的影響下開始學習騎乘D輪，並在牛尾的審核下考取駕照。WRGP篇代替受傷的烏鴉參加第一場對獨角獸隊比賽，在準備下一場決鬥練習時被災難隊的成員使用黑暗卡片而受重傷住院了(原本要使用超能力召喚自己的卡片怪獸保護自己，結果自己的超能力突然失效而受重傷)，本人在醫院裡認識叫小遙（小遙，聲：福田日里）年紀小的女孩做朋友聊天，後來遊星跟普拉西多決鬥時普拉西多的力量餘波形成了颱風使小遙面臨吹走危機，亞紀救小遙的舉動感動到醫院裡的其他人一起來幫忙成功救小遙，獲得小遙的感謝。在聖櫃搖籃篇裡發現遊星的蹤影，因而得知遊星要獨自一人前往聖櫃搖籃，與傑克等人追上去後，說服遊星與眾人一起前往聖櫃搖籃，後因諸神的黃昏隊力量耗竭導致彩虹橋消失時，因自己的D輪未經改造故馬力貧弱，遊星趕去接走會造成負重的龍可，後在安提諾米的協助下，躲在遊星身後以減輕風阻的跑法勉強登上聖櫃搖籃。八年後成為醫生，為保護眾人的未來而努力，期望自己能成長到與再度見面的遊星互通心靈。
漫畫版裡旁觀遊星的決鬥，並以計算盾牌掉落數量的決鬥打倒遊星，過去曾與雪莉就讀同一所學校，因其環境以及與他人毫無交流而感到過於嚴苛而轉學，其特殊能力為是只要手一觸碰卡片就能知道這張是什麼卡，另牌組也改成以凜天使系列為主的牌組。與雪莉交手時，對雪莉的能力束手無策，後在轉學後交到的好朋友鼓勵下，以閉眼駕駛這種危險行徑取得勝利，後與雪莉和好。這場決鬥中被雷克斯確認為決鬥巫女，後敗給鬼柳，在雷克斯的邀請下成為決鬥巫女，得到月華龍‧黑薔薇，並因此覺醒前世記憶，後敗給瑟克特而淪為祭品，在遊星的努力下獲得解放。
龍亞Rua（WRGP篇·序幕）、Lua（幸運杯決鬥篇、WRGP篇·開幕以後則改變）
聲：洞內愛（日本）／陶敏嫻(本篇)、馮美麗(超融合！跨越時空的羈絆)（臺灣）／簡森（香港）
初登場為11歲，龍可的雙胞胎哥哥。特徵是綠色半長髮，綁單馬尾，金銅色瞳孔。性格天真熱血。牌組以「變形鬥士」為名的機械族怪獸為主題，在對怪獸下指令時會發出「シャキーン」。王牌卡是同步怪獸「強力工具龍」。初期有著決鬥時不管對手自顧自地發動組合，自作主張地決鬥的壞習慣，而且單純直率、容易被對手戰術欺騙，後來在遊星的糾正與教導下開始改進。出身頂級區，父母長期在國外工作。跟雙胞胎妹妹龍可感情非常好，總是一起行動、鮮少分開過。在幸運盃篇穿女裝並打扮成龍可參賽，在聖櫃搖籃篇與阿波利亞的決鬥中覺醒為第六位「龍心之印」的龍印者，代表的龍是「生命洪流龍」。他讓一生中經歷三次絕望的阿波利亞重新燃起希望，兩人也萌生友情。八年後跟父母，龍可一起在英國生活，並成為職業決鬥選手，正準備遞補決定參加個人賽的烏鴉加入賽隊，目標為世界冠軍。
漫畫版裡則設定大變動，靠著與他人決鬥賺取金錢生活，因龍可敗給傑克而導致自身被黑暗所困，為了使龍可恢復正常而努力著，在與遊星決鬥時曾遭龍可散發出的黑暗瘴氣控制，在遊星的努力下好不容易清醒。
龍可Ruka（WRGP篇·序幕）、Luca（幸運杯決鬥篇、WRGP篇·開幕以後則改變）
聲：寺崎裕香（日本）／陶敏嫻(本篇)、傅其慧(超融合！跨越時空的羈絆)（臺灣）／梁倩蘅（香港）
初登場為11歲，龍亞的雙胞胎妹妹，性格冷靜沉著。特徵是綠色半長髮，綁雙馬尾，金銅色瞳孔。是龍印者之一，擁有「龍爪之印」，代表龍「古代精靈龍」直到與迪馬克對決後才交到龍可手上。牌組以妖精為主題。被稱為決鬥神童，在3歲時就打入「Duel Kids」大賽決賽，但決賽中突然昏睡並到訪了決鬥怪獸的精靈世界，雖然後來被龍亞的聲音喚回，但卻忘記了在精靈世界跟「古代精靈龍」立下的約定。此次事件後龍可就獲得了傾聽精靈的聲音的能力，但邊決鬥邊傾聽卡片精靈聲音的話就會非常消耗體力，龍可跟龍亞有著其他人無法輕易動搖的強大牽絆，那是比龍印者之間還要更為強烈的羈絆，當龍可身處於精靈世界時，在現實世界的龍亞其聲音跟內心依然能傳遞過去。後來與龍亞一起調查桃源鄉時雙雙被捉，差點淪為迪梵恩的實驗品，後被冰室救出。八年後跟父母，龍亞一起在英國生活。
漫畫版裡則設定大變動，與龍亞靠著決鬥賺取金錢過活，因被傑克打敗而導致自身被黑暗所困，陷入自己最喜歡的繪本裡的世界中，其個性也被影響而顯得陰沉，甚至曾操縱龍亞，後被遊星打倒黑化的妖精龍‧古代才從黑暗中解放。
布魯諾Bruno
參照#世界本源滅四星

## 同伴

### 主角的親人
不動博士
聲：細見大輔（日本）／李世揚（黑暗者篇）→何志威（WRGP篇）（臺灣）／竺諺鴻（香港）
遊星的父親，全名不詳，海馬娛樂公司Moment開發部的研究者、發明者，並且是舊Moment「Uru」的開發主任。經由傑克口中得知，是居住在新童實野市的上層地區「TOPS」的人。發現「遊星粒子」、當代量子物理學的第一人，並將此做為兒子的名字，希望他能連結眾人的羈絆。於開發途中發現Moment未知的危險性，於是向政府進言希望終止開發，但反而從負責人的職位被解職，並由助手魯多卡·葛德韋恩接任開發主任。被MIDS除名後從魯多卡那裡將舊Moment的制御裝置的鑰匙，也就是龍印者所持有的卡片奪走後逃亡，「古代精靈龍」在當時遺落下來，剩下的則託付給雷克斯。接著「零點逆轉」的時候將還是嬰兒的遊星用逃脫艙送走，跟妻子死於那場意外之中。在舊Moment中與遊星碰面，並從當年的犧牲者手中將他救出，之後將他送出去，並求遊星原諒他，後來遊星因故與布魯諾和雪莉墜入異空間時，亦交代不可接近以童實野廢墟製作成的聖櫃搖籃。之後救了因落石被砸昏的遊星，並協助重新振作，讓遊星成功解決新童實野市被毀滅的危機。
十六夜 英雄
聲：岩下政之→稲田徹（日本）／官志宏（臺灣）
亞紀的父親，新童實野市議員。過去由於工作忙碌讓亞紀很寂寞，然而某一天終於抽出時間陪亞紀決鬥，亞紀的超能力卻在那時覺醒，意外的傷害到他。當時害怕的他下意識的對亞紀說是怪物，從此成為亞紀的心靈創傷。後來將亞紀送去決鬥學院。在決鬥學院孤獨的亞紀跑回了家裡，看到父母高興的樣子，誤會父母即使沒有她在也還是過的很快樂，從此失蹤。然而這件事情也一直令他很後悔，只是已經不知道如何挽回，直到理想鄉團大樓崩塌時的事件才找到亞紀。最後透過遊星的幫忙（因為傑克向他表示能拯救亞紀的人就只有遊星）以及他自己的努力打開了亞紀的心扉，父女終於再次團聚。由於上述理由十分信任遊星，亞紀打算留學的事情也主動跟遊星商量過。後來在WRGP大賽時不顧形象拼命的幫亞紀加油。
十六夜 節子
聲：石橋美佳→中川玲（日本）／陶敏嫻（臺灣）
亞紀的母親，跟丈夫一樣非常擔心亞紀。在WRGP大賽時陪同丈夫一起在觀眾席加油。在亞紀決定去留學的時候推她一把要她跟遊星好好道別。

### 決鬥學院新童實野校
龍亞Rua（前期）／Lua（後期）
小學部的學生，參照#5D's隊
龍可Ruka（前期）／Luca（後期）
小學部的學生，參照#5D's隊
早野 天兵
聲：菊池心（日本）／陶敏嫻（臺灣）
小學部的學生，龍亞和龍可的同學兼好友，帶著眼鏡穿著吊帶褲的男孩，熱衷於卡片的學習。曾經研究過流傳的黑薔薇魔女的牌組，跟龍亞前往衛星區想挑戰黑薔薇魔女。幸運盃期間跟龍亞、龍可、矢薙、冰室一起觀賽，後來從廢棄的地下通道離開後才分開。黑暗者篇跟冰室、矢薙祝福遊星一行人能在黑暗者之戰凱旋歸來。WRGP篇請遊星請借用協調怪獸來跟海特曼決鬥，後來跟同學一起在WRGP會場為5D's隊加油。
史萊（スライ）
聲：國立幸（日本）／陶敏嫻（臺灣）
小學部的學生，龍亞、龍可的同學。孤僻，不合群的人。對於龍可釋出的善意沒有任何反應，甚至偽傑克事件曾經出來表示早就認為傑克是那種人。曾經想偷偷拿走「星塵龍（スターダスト・ドラゴン）」，不過錯過時機所以沒動手。被迫借給遊星的協調怪獸是「古怪小子（エキセントリック・ボーイ）」。
鮑柏（ボブ）
聲：知桐京子（日本）
小學部的學生，龍亞、龍可的同學。稍微胖胖的男孩子。借給遊星的協調怪獸是「炎獄守衛龍（ガード・オブ・フレムベル）」。
帕蒂（パティ）
聲：内海慶子（日本）
小學部的學生，龍亞、龍可的同學。金髮褐膚的女孩子。借給遊星的協調怪獸是「羽毛棉球（ハネワタ）」。
十六夜 亞紀（十六夜アキ／いざよいあき）Izayoi Aki
聲：木下亞由美（日本）／陶敏嫻（臺灣）
高中部的學生，參照#5D's隊
校長
聲：蓮岳大（日本）
決鬥學院 新童實野校的校長。個性溫厚，對傲慢的海特曼感到很傷腦筋，於是委託遊星「管理」好他。跟佐拉似乎是舊識。
海特曼・魯道夫（ルドルフ・ハイトマン）
聲：川原慶久（日本）
新童實野校的教師，個性相當傲慢（類似ＧＸ初期的庫洛諾斯，牌組的的主題和王牌都一致），對於自己能使用必需受到認定才能持有的稀有卡「古代機械巨人（アンティーク・ギア・ゴーレム）」而相當自豪。卡組以「古代機械（アンティーク・ギア）」為名的機械族怪獸為主題。代表王牌是「古代機械巨人（アンティーク・ギア・ゴーレム）」。稱自己的牌組為究極的勝利牌組。打算把使用低等級的怪獸的學生們全部退學，後來被遊星以低等級的怪獸擊敗後決定撤銷退學的決定。
瑪利亞（マリア）
聲：聲：水野理紗（日本）
龍亞、龍可等人的班導師，跟學生相當親近的溫柔。

### 衛星區
傳說中的D輪者
過去真實存在於衛星區的人物，駕駛著當時還沒流通的D輪的男子。真實身分是接受不動博士與魯多卡交託的使命的雷克斯
最初雷克斯為了架起前往市區的道路而嘗試建造一座橋(當然他也是為了完成使命)，當然沒有任何人相信他能辦得到。但因為雷克斯堅持的信念決定跟他一起造橋的人漸漸多起來。然而持續建造的橋卻引起治安維持局的注意並且派出警員。雷克斯在無路可退的情況下乘著D輪飛越代達洛斯橋最後墜海失蹤。然而他留下堅持的信念以及追求自由與權力對抗的想法影響後來很多衛星區的居民，這個傳說至今仍在衛星區不斷地流傳。雖然雷克斯最後抵達市區卻因此失去左臂。
瓜生
聲：楠田敏之（日本）／李世揚（臺灣）
臉上有標記，卡組以強力的昆蟲族怪獸為主題。代表王牌「惡魔蜈蚣（デビルドーザー）」。似乎做了甚麼事情從市區被趕過來衛星區而心有不滿常藉故找其他居民麻煩。特別是有誰提到臉上的標籤的時候就會發火，在決鬥中輸給遊星後似乎稍微有點改變。
堂島
聲：末吉司彌（日本）
瓜生的跟班之一，臉上有標記，跟瓜生一起被趕過來衛星區。
誌崎
聲：安田裕（日本）
瓜生的跟班之一，臉上有標記，跟瓜生一起被趕過來衛星區。總是嘻嘻嘻的笑著。
雜賀
聲：木內秀信（日本）／官志宏（臺灣）
住在墮落者區的情報商、駭客、徵信，原則上只要有錢甚麼大半的事情都能幫人辦到。不過基本上什麼類型的工作都很擅長。以「機甲」為名的機械族怪獸為主題。代表王牌是跟夥伴的羈絆「機甲狙擊手（マシンナーズ・スナイパー）」。
過去曾活躍於業於雙人騎乘決鬥的比賽中，並且有一位搭擋裕二。在決鬥大賽中發生過車禍中，當時因為害怕而選擇了緊急迴避作為自保，結果導致裕二在意外中重傷無法再進行騎乘決鬥，事後因為自責加上決定不再參賽，後來在收下裕二寄還給修復好的「機甲狙擊手」時誤會裕二對他的怨恨的象徵，雖然感到愧疚但還是將之好好收藏(儘管他之後認為既使羈絆再深的人也會背叛同伴而不再相信羈絆)。後來因為遊星的解釋得知裕二將機甲狙擊手修復寄來的意義，再度相信起羈絆並且全力協助遊星一行人。在黑暗者事件時期跟瑪莎等人一起行動，後來就留在瑪莎之家那邊幫忙。聖櫃搖籃時開著因為興趣而買的古董，仍是使用汽油燃料的汽車帶著瑪莎等人逃難。

## 衛星區的夥伴
四人時常聚集在遊星居住的衛星區地下道據點，傑克偶爾也會出現在那。總是一起幫遊星蒐集D輪的材料才先後完成兩部D輪。雖然對於傑克偷走D輪跟星塵龍都有不滿，卻依然很關心在市區的傑克。之後不惜自己的卡片跟衣服也要把鬼柳一戰損毀的遊星號運送到瑪莎之家卻因此感冒。黑暗者時期被地縛神作為祭品，之後魯多卡被擊敗後被釋放。在Z-ONE事件結束後在遊星一行人要各自走向未來時開著一輛貨車在公路上出現。
納普（ナーヴ）
聲：藤田憲右（日本）／官志宏（臺灣）
有很強的正義感的人，在四人中有著比較類似領隊的成熟性格。頭上總是綁著綠色的頭巾。
塔卡（タカ）
聲：大村朋宏（日本）／李世揚（臺灣）
體格較胖但個子很矮，人如面容般和善的人。身上總是穿著一件咖啡色的背心。
布利茲（ブリッツ）
聲：平野貴裕（日本）／陳幼文（臺灣）
性格開朗，帶著一副無鏡腳的眼鏡，但膽子的較小，總是很容易放棄。
拉利・德森（ラリー・ドーソン）
聲：伊藤実華（日本）／陶敏嫻（臺灣）／簡森（香港）
年紀小的男孩，左眼下面有一點標記，外表常讓人誤認為是女孩，總是跟在遊星、傑克一行人的身邊。代表牌「一擊推進器（ワンショット・ブースター）」，曾因為傑克把自己當成要脅遊星的人質這點感到生氣，還是很在意傑克後來的狀況。後來在遊星即將前往市區時將自己的卡片託付給他，還為了他而跑去偷D輪的CPU(不過該事被遊星發現與解決並答應他不會再偷竊東西)。在遊星和魯多卡第一次決鬥時被魯多卡挾持而被強制替換上場對抗遊星令他不敢進攻。最後在自己選擇自盡的打法使遊星獲勝，直到在遊星擊敗魯多卡後被釋放。
鬼柳京介
聲：小野友樹（日本）／官志宏（臺灣）
參照#黑暗者。

## 協助主角們最重要的人

### 瑪莎之家
瑪莎（マーサ）
聲：斉藤貴美子（日本）／姜麗儀（香港）
溫柔而堅強的女性，在衛星區開設瑪莎之家收容孤兒院，後期建地擴大並新增收容老人的養老院。與佐拉的好友關係。對孤兒們而言有如母親般的存在。
從以前就照顧著遊星、傑克、烏鴉及多數的孤兒將他們視為自己的孩子，即便是性格彆扭的傑克也拿自己沒轍。為了救拓也意外被地縛神給吸收成為祭品，直到魯多卡被遊星打倒後被釋放。
施密特（シュミット）
聲：松本忍（日本）
衛星區的醫生，居住在瑪莎之家幫忙。遊星在最初跟鬼柳戰鬥所受的傷就是由他治療的。
雜賀
聲：木內秀信（日本）／官志宏（臺灣）
參照#衛星區。
拓也（タクヤ）
聲：豊田奏恵（日本）
住在瑪莎之家的男孩，因為小時候父親被強盜攻擊時曾受過治安警察幫助，所以很憧憬治安警察。希望未來能當上治安警察，很黏著當時被指派幫忙龍印者們的牛尾。偷偷跟著遊星一行人去闇印者的所在地，結果讓前來救他們的瑪莎意外成為地縛神的祭品。
純（ジュン）、小滿（みっちゃん）
聲：藤田麻衣（日本）、石橋美佳（日本）
住在瑪莎之家的小孩，拓也的朋友，跟著他追著遊星一行人。
銀河（ギンガ）、大河（タイガ）、大地（ダイチ）、小光（ヒカリ）、小心（ココロ）
聲：豊田奏恵、藤田麻衣、ふくざわるみね、野田愛佳、福田日里
由烏鴉照顧的孩子們。曾被地縛神吸收，在獲得解放後被安置在瑪莎之家裡。雖然常常糗烏鴉說他不可靠，實際上比誰都信任並且喜歡烏鴉。為了幫烏鴉打氣在WRGP開賽前製作加油布條。在諸神黃昏隊一戰中死命的幫烏鴉加油。劇末鼓勵烏鴉參加職業聯盟。
屑山 鐵蔵
聲：加藤精三（日本）
住在衛星區一處的廢鐵堆包圍中的之家中的老人，個性頑固。卡組以「垃圾（ジャンク）」為名的怪獸為主題（大部分未公式化）。代表王牌「垃圾之父（パテーナル・ジャンク）」。由於壯年時忙於工作而冷落家人導致妻兒離去。其實是個很想盡父親責任的人，只因兒子喜歡決鬥就親手製作決鬥場。在烏鴉、遊星的幫助下改變，答應搬去瑪沙之家並用廢鐵打造一座「星塵龍（スターダスト・ドラゴン）」的雕像。
淳子（アツコ）
聲：中村祐子（日本）
耶戈的妻子，跟丈夫耶戈化著類似的妝，為了脫離三皇帝的掌控而跟兒子與耶戈躲藏在下水道的某處。在丈夫耶戈下定決心後跟兒子一起被安置在瑪沙之家。
薰（カオル）
聲：吉岡麻耶（日本）
耶戈的兒子，跟父親耶戈化著類似的妝，很憧憬自己的父親。為了脫離三皇帝的掌控跟父賭躲藏在下水道的某處。在父親下定決心後跟母親一起被安置在瑪沙之家。

### 治安維持局關連
雷克斯·葛德韋恩／雷克斯·哥德溫
參照#黑暗者。
魯多卡·葛德韋恩／路多格·哥德溫Ludoca Goodwin
參照#黑暗者。
葉薩／耶格
聲：柳原哲也（日本）／陶敏嫻→李世揚（臺灣）／張振熙（香港）
治安維持局副局長，出身馬戲團世家，過去在經營馬戲團時有父母和弟妹等家族。淳子的丈夫，薰的父親。
說話有特別的腔調，笑聲也很突出，因臉上妝的關係常被稱為小丑，最愛吃紅豆麻糬泡麵。牌組以「宮廷小丑」為形象的怪獸以及「宮廷」之名的陷阱卡為主題。代表王牌是「宮廷小丑領主」。漫畫版裡十分的陰險狡詐。
WRGP時因任務執行不完善而請了長假，實際上是為了保護家人而逃離三皇帝的掌控，在與烏鴉決鬥後提起冒險的勇氣並將家人安置在瑪莎之家，返回治安維持局。在歷史改寫時因剛好待在龍印者身邊所以記憶沒被竄改，從深影與牛尾那兒得知世界本源三皇帝為了參加WRGP空缺出局長之位後，隨即根據治安維持局法定第20條，遞補局長之位以讓WRGP繼續進行。聖櫃搖籃之戰落幕後的翌年被推舉為首任新童實野市市長，向成功發明出幸運系統的遊星道賀。
《遊戲王ARC-V》出現平行世界版本的他。同步次元的高等市民。依舊保留愛吃泡麵的習慣。從本人的肖像被印在同步次元的鈔票上可以確定其身分崇高。
阿久津
聲：湯澤幸一郎（日本）／陳幼文（臺灣）
海馬娛樂集團Moment開發部現任負責人。由於對Moment這樣偉大的發明非常讚嘆，總是用很誇張的動作進行報告跟演說。協助雷克斯調查龍印者並製造能感應龍印者力量的儀器。故事的最後亦協助遊星完成幸運系統。
不動博士
遊星的生父，曾為海馬娛樂公司Moment開發部的研究者之一。在十七年前與妻子一同在發生的「零點逆轉（ゼロリバース）」事件中不幸罹難。
參照#主角的親人。
不動夫人
遊星的生母，不動博士的妻子。海馬娛樂公司Moment開發部的研究者之一。在十七年前與丈夫一同在發生的「零點逆轉（ゼロリバース）」事件中不幸罹難。

### 博爾格企業公司
羅勃特・皮爾森
聲：泰勇氣／竺諺鴻（香港）
在舊衛星區活躍的決鬥者，擅於照顧他人。牌組以「黑羽（BF）」的鳥獸族怪獸為主題，不過主軸與烏鴉不同。代表王牌是如同自己一樣承受起一切傷痛的「黑羽龍（ブラックフェザー・ドラゴン）」。跟烏鴉很相像，兩個人都聚集失去父母的孩子們，不同的是教導他們製作D輪以及決鬥盤等東西的技術，希望能讓他們未來能夠自力更生。希望跟孩子們一起開發出衛星區的第一個D輪引擎，改變外界對衛星區的看法。其間有市區的人來提供資金想要買下自己的D輪設計圖卻被婉拒。
曾在三年前出手幫助滿足團隊解散後的烏鴉，衛星區孤兒們的守護者，同時與孩子們一起合作，試圖完成由衛星區獨立開發出的第一台D輪，並相信這樣會帶給衛星區的孩子們憑自身能站起來的未來希望。卻不幸喪生於數年前發生的火災意外，在知道自己沒救的時候將愛車「黑鳥號」及作為鑰匙的決鬥盤託付給烏鴉。然而到過世之前都沒對烏鴉說出犯人是誰。經過治安警察的調查得知皮爾森的身亡，跟數年前出現過能夠給人真實傷害而被禁止開發的卡片「血之梅菲斯特」有關。然而真相卻是博爾格誤會皮爾森而引發的悲劇。
博爾格
聲：岡部涼音（日本）／陳幼文（臺灣）
皮爾森的友人，在他逝世後成立博爾格企業。跟皮爾森一起行動的同伴。牌組以「白色戰士（WW）」的天使族怪獸為主題，善於效果之間的連鎖。代表王牌是會給玩家實際傷害的卡片，「血之梅菲斯特」。由於曾認識烏鴉已久，雙方互相都清楚對方的戰術。
在皮爾森發生意外逝世後帶著設計圖去市區發展並且有相當大的成就，到闇印篇結束的時代時已經作為開發D輪的最著名企業「博爾格企業公司」的社長活躍於職場上。在社員之間相當有人望，似乎跟皮爾森一樣親身栽培不少人才，並且一起努力獲得現在的成就。然而近年因為資金不足而產生營業危機，所以開始博爾格四處籌措金費，對方要求以「黑羽龍（ブラックフェザー・ドラゴン）」作為抵押，所以博爾格才只好出下策的順勢跟前來問情報的烏鴉下戰帖，要求分別以「黑羽龍（ブラックフェザー・ドラゴン）」跟「血之梅菲斯特（ブラッド・メフィスト）」的情報做為勝利的獎品。
由於誤以為皮爾森為了得到第一個由衛星區開發D輪成功的名聲而拒絕資金援助，在烏鴉的點醒才明白，皮爾森是想要讓孩子們知道衛星區的人們能夠憑自己的力量站起來，所以才婉拒資金援助。在了解到誤會後感到懊悔、向治安維持局自首。
瑞克（リック）
聲：下妻由幸（日本）
博爾格企業公司的社員，個性溫和大方。根據博爾格的意思協助遊星、傑克、烏鴉的D輪改造。跟其他社員決定繼續努力等待社長的回歸。更進一部協助5D's隊潛入Moment Express調查真相。

### 公安警察
牛尾 哲
聲：落合弘治（日本）／陳幼文（臺灣）／張振熙（香港）
擁有相當程度實力的中年公安警察，同時也是一名D輪騎士。在公安警察中有一定的人望，並且受到上司的信賴。
為人雖然正派，但是也有作為決鬥者優先於常識的一面，即便違法也會遵守決鬥時訂下的承諾。仰慕同事深影，雖然在得知她喜歡傑克後失戀，但仍然認真的輔佐。於WRGP篇升職為課長補佐，為深影的部下。
牌組以「警察怪獸」為形象的怪獸為主題，後來更加入治安維持局的特殊追蹤牌組的卡片。代表王牌是「合成龍」（治安警察牌組）、「御用守護者」。
曾多次追捕遊星但未果，但戰術越來越精妙，對衛星區與標記者非常瞧不起，而且程度更甚於一般的公安警察。同時也厭惡頂級區的特權者。於黑暗者篇時被魯多卡操縱成為假的黑暗者而與傑克決鬥，亦擁有黑暗同步怪獸「漆黑的茲姆華特（漆黒のズムウォルト）」，被擊敗後昏迷，之後便開始跟趕到現場的深影一起蒐查以及找回傑克的行動。而後直接受到雷克斯·葛德韋恩指示協助遊星一行人的戰鬥，雖然最初非常不滿，但在受到瑪莎的事情之後心態徹底改變，開始全力協助。護送龍可與龍亞前往現場。WRGP篇開始已經跟遊星等人變成好友，並且會去造訪瑪莎之家。
作品中沒有表明，但設定上表示他是原作《遊戲王》校園篇第一話中出現的武藤遊戲的學長牛尾哲。
狭霧 深影
聲：相橋愛子（日本）／陶敏嫻（臺灣）／梁倩蘅（香港）
負責照顧並向雷克斯·葛德韋恩報告身為傑克狀況的秘書，單方面對傑克抱著愛慕的感情。同時也是他的粉絲，在傑克失去決鬥王身份後仍舊尊稱他「亞特拉斯大人」。
精明能幹，並且雖然是治安維持局的一員卻沒有對衛星區或超能力決鬥者抱有成見。
WRGP篇後成為搜查課長、是牛尾的上司，總是在觀眾席幫傑克加油。在聖櫃搖籃篇負責疏散群眾避難。
風馬 走一
聲：橫田紘一（日本）
決鬥搜查組警察之一，個性正直負責。代表王牌是「渾沌惡魔王（デーモン・カオス・キング）」。
做為潛入搜查官混入D輪竊盜集團之中試圖找到他們的根據地，然而在傑克跟竊盜團的衝突中為了阻止對方的攻擊而發生車禍重傷失去意識，後來在傑克借走自己的「渾沌惡魔王」，並接下他的使命去處理竊盜事件。事件後得依甦醒跟傑克變成朋友。偽傑克事件時相信傑克的為人繼續進行調查，後來作為目擊證人之一幫傑克作證。大量幽靈造成混亂時跟傑克一組處理幽靈。
牛尾的上司
聲：松本忍（日本）
名字不詳，牛尾從他手上拿走特殊追跡用的牌組。三年前在鬼柳對公安警察發生暴動事件中逮捕他的人，現在的外型有改變。

### 收容所
矢薙 典膳
聲：外波山文明（日本）／官志宏（臺灣）
穿著木屐的老人，右眼下面有一點標記。遊歷世界各地冒險，並蒐集了許多跟古文明遺產相關的卡片，他的衣服到處是隱藏式口袋並藏了不少卡片。代表牌是「水晶骷髏頭」、「阿育王石柱」、卡布瑞拉之石」等古文明卡片。是告訴遊星有關星之民及龍印者傳說的人。從收容所出獄後，跟冰室、龍亞、龍可、天兵一起觀賽。黑暗者篇跟冰室、天兵等人祝福遊星等人打倒黑暗者。之後未再出現。
冰室 仁
聲：楠大典（日本）／陳幼文（臺灣）
長相可怕但很親切的大叔，左右臉各有標記。原著名職業決鬥者，在被傑克擊敗後失去自信，開始參加賭博決鬥，於是被逮捕。代表王牌是「大牛鬼」。在收容所被當成犯人中的老大，受到大家尊敬，也是負責測試新來的人的人，在收容所中的地位將由那場決鬥而定。和遊星在決鬥後結為好友，並將老朋友雜賀介紹給他，幫助他取回牌組跟D輪。從收容所出獄後，跟矢薙、龍亞、龍可、天兵等人一起觀賽。黑暗者篇跟矢薙、天兵祝福遊星等人打倒黑暗者。之後未再出現。
烏水
聲：堀田勝（日本）
冰室在收容所認識的人。
阪卷
聲：松本忍（日本）
冰室在收容所認識的人。
鷹栖
聲：石井康嗣（日本）／李世揚（臺灣）
收容所的所長，非常歧視衛星區的人。有拔鼻毛的怪僻、身材高大肥胖、性格傲慢、決鬥時使用作弊手段贏得勝利。卡組以「C（チェーン）」為名的怪獸為主題，同時有牌組破壞及扣血兩種類型的牌組。代表王牌是「鎖鍊龍（Ｃ・ドラゴン）」。
剛開始對矢薙或冰室搜身時做出粗暴舉動沒收他們兩人的東西(包含卡片)，還有企圖永久取消長期收容的人的自由時間等，在接受遊星向自己決鬥後開始懲戒決鬥。並在在決鬥中途青山動手腳造成停電之後雙方各自再次達成追加協議。儘管在過程中用作弊手段將遊星逼入絕境卻被他反敗為勝，卻因為反悔命令部下捉住遊星或青山，最後在葛德韋恩斥責自己的所做行為被剝奪收容所所長的職位。
青山光平
聲：髙木俊（日本）／官志宏（臺灣）
對不認識的遊星相當熱情，但總被冷落在一邊。在收容所準備逃脫的地道，想要遊星一起脫逃卻被拒絕(其實遊星是幫青山逃走拖延時間而接受鷹栖的決鬥)。被遊星的義氣所感動，回到收容所對決鬥盤的通電系統動手腳，讓鷹栖也嘗到被電的滋味。查覺到鷹栖作弊的遊星，趁青山動手腳造成停電的時候交換了覆蓋在後方的兩張卡，反過來擺鷹栖一道。

## 新童實野市的市民
卡莉渚（カーリー渚／かーりーなぎさ）
參照#黑暗者。
十六夜 英雄（いざよい ひでお）
參照#主角的親人。
十六夜 節子（いざよい せつこ）
參照#主角的親人。
安潔拉（アンジェラ）
聲：樋口智恵子（日本）
新聞常出現的女記者，曾經跟葛德韋恩交涉過得到一些被隱蔽的情報，也會幫忙阻止群眾的恐慌。黑暗者篇中被禿鷹地縛神給吸收作為祭品，後來在遊星一行人打倒黑暗者後被釋放。現在確定沒事的繼續進行報導工作。
小遙（ハルカ）
聲：福田日里（日本）
在醫院裡住院年紀小的女孩，跟亞紀做朋友聊天，後來遊星跟普拉西多決鬥時普拉西多的力量餘波形成颱風要面臨被吹走的危機，所幸在亞紀或醫院裡的其他人幫助之下而得救，對亞紀或醫院裡的其他人的救命之恩有所感謝。
MC
聲：ベルナール・アッカ（日本）
擔任幸運盃大賽跟WRGP大賽的解說員（這裡的MC是Master of Ceremonies「司儀／主持人」的簡寫）。性格熱血而且非常敬業，在阿波力亞造成的破壞現象下獨自留下報導，聖櫃搖籃從天而降後原本跟著群眾避難，但在看到自己行李中的麥克風時想起自己的職業，不顧危險回到治安維持局向全市的人民報導遊星與Z-ONE的最終決戰。

### 噴水池廣場
佐拉（ゾラ）
聲：吉澤希梨（日本）／陶敏嫻（臺灣）
瑪莎的朋友，噴水池廣場前鐘錶店「POPPO TIME」的店長。雷奧的母親
受瑪莎之託照顧遊星一行人並提供他們住處。對遊星特別偏心，雖然本人是說遊星像自己兒子雷奧(不過實際上一點都不相像)。有時會將遊星、傑克、烏鴉的生活狀況或工作情形聯絡給瑪莎。
雷奧（レオ）
聲：興津和幸（日本）／陳幼文（臺灣）／年少時期：藤田麻衣（日本）
佐拉的兒子，個性樂天但缺乏毅力，很容易中途就放棄。卡組以「時鐘騎士（クロック・ナイト）」為名的戰士族怪獸為主題（並未公式化）。代表王牌是已故父親交給他的重要卡片「時間魔術師（時の魔術師）」。
由於曾在過去不慎弄壞家裡最重要的鐘為此感到愧疚，想要經過修行然後回來修好時鐘。在修業期間體會到父親的厲害憤而向學，然而還不足以出師。返家時打算修理家裡最重要的鐘，然而被佐拉看出雷奧缺乏信心以及逃避現實的個性而吵架。後來經過烏鴉的決鬥後讓自己坦白才終於母子和解。噴水池廣場的大時鐘也被雷奧修復。
史蒂芬妮（ステファニー）
聲：りりあん（日本）
遊星借住車庫對面咖啡店「CAFE LA GEEN」的女服務生，對傑克抱有好意。WRGP大賽期間有去幫傑克加油，並在摔車時跟深影、卡莉一起幫忙送傑克去醫療設施。

## 精靈世界
古代精靈龍
聲：土井美加（日本）
精靈姿態的龍。在龍可最初造訪精靈世界時告訴她「有邪惡的東西將會對精靈世界帶來威脅」，請求龍可守護精靈世界。五千年前的戰鬥中與紅龍一起將邪神封印在納斯卡，但是被「地縛神烏魯」吐出的絲抓住也一起被封印。後來得知現實中的古代精靈龍在黑暗者中的迪馬克手上。當時被迪馬克的黑暗同步怪獸「猿魔王塞曼（猿魔王ゼーマン）」利用「詛咒之針（カースド・ニードル）」給封住在石塊中。
在龍可與龍亞調查理想鄉運動的背後隱藏的真面目時被囚禁時回應龍可，要她去尋找能跟她一起對抗黑暗者的的雷古勒斯。在跟龍亞、龍可與迪馬克的戰鬥後現實中的古代精靈龍終於傳到了龍可手上。很早就知道龍亞身上隱藏著紅龍之力，一直等待相信龍亞的成長，在龍亞倒下的瞬間開始呼喚他並說「龍亞，你還有使命。」以及「龍亞，能救龍可的就只有你。」因為知道龍亞的「強力工具龍（パワー・ツール・ドラゴン）」的真實身分為「生命洪流龍（ライフ・ストリーム・ドラゴン）」，因此讓龍可做五千前戰鬥的夢是為了引導龍亞的成長使其守護幫助她。
栗子球（クリボン）
聲：石橋美佳（日本）
龍可多次會使用的卡片，最常出現在龍可身邊的精靈夥伴。外表跟歷代的小精靈相近，不過有尾巴，並且繫有緞帶。 在精靈世界被「詛咒之針（カースド・ニードル）」封住，並被猿猴地縛神所吸收，在迪馬克被龍可與龍亞給擊敗後復活。
多倫卡（トルンカ）
聲：金田アキ（日本）／老人：中博史（日本）
魔法使族的幼年精靈，使用老人用語。真實身分是「黑衣大賢者（黒衣の大賢者）」，因為被「詛咒之針（カースド・ニードル）」影響而孩童化，導致無法使用魔法來戰鬥。但是既使恢復原來的樣子個性還是有點像小孩。在精靈世界被猿魔王塞曼的手下追捕時碰到龍可後跟她一起行動找到雷古勒斯，在猿魔王塞曼被打敗後取回力量，並在地縛神將被封印於石板的精靈們作為祭品時將龍可送回現實世界對付迪馬克。
雷古勒斯（レグルス）
聲：[[西凜太朗
古代精靈龍的隨從，外型是白色的獅子。被塞曼的手下攻擊時腳部被插上「詛咒之針（カースド・ニードル）」，以致於聽到龍可和多倫卡的話幾乎全都當成相反的意思。後來在龍可解決腳上的「詛咒之針（カースド・ニードル）」後恢復正常。並跟著龍可和多倫卡前去打倒塞曼，後來在現實世界中跟古代精靈龍回到龍可的手中與她一起作戰。
猿魔王塞曼
聲：高岡瓶瓶
迪馬克所操縱的邪惡精靈，企圖控制精靈世界並徹底把「古代精靈龍」給負化而封印起來。
使用能夠讓規則、定律逆轉的「詛咒之針」，讓部下們將精靈們石版化從而封印。
在精靈世界中被雷古勒斯利用詛咒之針的衝突消滅，但是力量送到迪馬克的身邊。現實世界中以迪馬克所召換的黑暗同步怪獸姿態現身，之後被龍亞的「強力工具龍」給消滅殆盡。

## 敵人
「＊」的記號是成為敵人期間。

### 黑暗者
龍印者命運中的宿敵，一群來自黃泉之國的人們，右手上有著與龍印記相反的闇印記，因此也稱「闇印者」。另外活著的人不能變成黑暗者，必須要經歷過死亡，最終除了葛德韋恩兄弟與冥界之王同歸於盡以外，其餘人在事件過後正式恢復日常生活。
雷克斯·葛德韋恩／雷克斯·哥德溫
聲：小手伸也（日本）／官志宏（臺灣）
治安維持局局長，世界本源第360代星護主。外表總是在盤算什麼，但沒人知道他的想法，特徵是銀色長髮。衣服中間有禿鷹型納斯卡線圖案。了解龍印者存在意義的人。
他也是最後的黑暗者以及黑暗者的餘黨，擁有「禿鷹之印」，能召喚禿鷹地縛神Wiraqo Charasca。牌組以印加風格的同步怪獸「太陽龍印地」、黑暗同步怪獸「月影龍奎拉」為主軸。一個象徵太陽，一個象徵月亮，兩者會不斷交替。
17年前與哥哥魯多卡同是舊型Moment「Uru」的開發組員之一，不動博士的助手，在零點反轉前、原本擁有龍頭之印的哥哥被邪神的力量侵蝕，他便取得哥哥為保全龍印而自行截肢的左手臂，還從負傷的不動博士手中取得三張龍印者的卡片並逃離。來到衛星區後決定建造一座通往市區的橋，留下騎乘D輪飛越代達洛斯橋的傳說，也成了烏鴉的偶像，但在飛越時摔斷了左手，因此現今的左手才會是機械手。
幸運盃篇時，他在世界本源三皇帝的安排下掌理治安維持局，將龍印者之卡散發出去並監視龍印者動向，同時策劃幸運盃大賽讓龍印者了解自己的使命。
黑暗者篇時，向遊星一行人陳述黑暗者的存在，並要求他們必須跟黑暗者展開戰鬥。後來在遊星一行人戰鬥期間親自來到衛星區跟哥哥見面並進行決鬥，然而卻故意敗北，因為他發現不管是龍印者還是黑暗者獲勝都無法終結每隔五千年就得展開戰鬥的命運，於是向哥哥要求讓自己變成黑暗者。
亞紀戰勝密絲蒂後，由於來不及趕在日出前夕封印最後一個舊型moment，使得冥界之王從地底甦醒過來。這時他就利用紅龍將遊星一行人帶到自家地下神殿，接著就變成黑暗者，向遊星一行人展開最終決戰，自稱是冥界之王的迎接儀式，決鬥前夕還將自己原本的機械左手拆下安裝兄長有龍印的左手，成為同時駕馭龍印記和闇印記的人，試圖結合兩者之力成為新的神。雖然在決鬥中以地縛神效果接連擊敗烏鴉與傑克，但結果仍敗給遊星。最後在冥界之王內部要求將其他黑暗者託付給遊星，接著就與哥哥一同走向耀眼光芒的另一端，與冥界之王同歸於盡。
漫畫版是傑克的養父，當年因為收養並為其取名的決鬥巫女被當成鎮壓紅龍的祭品，因而心生怨恨唆使當時的決鬥巫女故意敗北，結果目睹承受紅龍的黑暗而黑化的決鬥巫女與哥哥魯多卡決鬥的場景而亡後因紅龍的力量而一直活著。為了能再次見到自己所仰慕的決鬥巫女而聚集不少孤兒培育，但是過於弱小的孤兒會被處分掉，以此方式到最後剩下的僅傑克與鬼柳，鬼柳後來在無意間發現那些被送走的孤兒的命運後逃走。最後與遊星的決鬥中敗北，與哥哥和決鬥巫女一起從紅龍的詛咒中獲得解放。
魯多卡·葛德韋恩／路多格·哥德溫Ludoca Goodwin
聲：武虎（日本）／陳幼文（臺灣）／譚漢華（香港）
黑暗者首領，擁有「蜘蛛之印」，能召喚蜘蛛地縛神Uru。雷克斯·葛德韋恩的胞兄。
原龍印者之一，一直未登場的「龍頭之印」持有者，特徵是黃色上揚的長髮，變成黑暗者後長髮也隨之變為銀色。牌組以「蜘蛛」為主題的昆蟲族怪獸所組成，代表王牌是黑暗同步怪獸「地底的阿拉喀涅」。
實際上是過去MIDS舊型Moment「Uru」的開發組員之一，不動博士的助手，並在不動博士遭到MIDS解職時被任命接任。受到MIDS上層、地縛神以及三皇帝派出的人影響，在知道不穩定的情況下啟動舊型Moment，引發「零點逆轉」。
體內同時存在著紅龍與地縛神的力量，然而他卻選擇地縛神，因此以自身意志將有「龍頭之印」的左手截肢交給其弟弟雷克斯要他找齊「紅龍的龍印者」來打敗自己，其後便引發「零點逆轉」。跟遊星第一次對戰時中途讓拉利臨時接替而逃走，第二次對戰時才被遊星擊敗，化成灰燼消失前企圖讓遊星掉入舊型Moment裡跟他同歸於盡，也表示全新且最強的地縛神（疑似是禿鷹地縛神Wiraqo Charasca）已經被解放了。
弟弟被遊星擊敗後，於冥界之王內部以正氣樣貌再次出現，最終與弟弟一同走向耀眼光芒的另一端，疑似是與冥界之王同歸於盡。
漫畫版以骸骨騎士的身分登場，過去與弟弟在偷竊被逮到時被當時的決鬥巫女出手救下，後被收養並被取名為魯多卡，在得知所仰慕的決鬥巫女成為鎮壓紅龍的祭品後與雷克斯一起成為決鬥神官希望能救她，但是最後遭到被紅龍的黑暗所吞噬的決鬥巫女的攻擊後命喪於雷克斯之手。因紅龍的力量而成為骸骨騎士，瑟克特手裡的決鬥龍卡就是他給的，與遊星一戰後敗北並說出他與雷克斯，還有決鬥巫女之間的悲劇，並拜託遊星一定要拯救雷克斯。
迪馬克Dimark
聲：乃村健次（日本）／李世揚（臺灣）
黑暗者之一，擁有「猿猴之印」，能召喚猿猴地縛神Cusillu。手中持有「古代精靈龍」。
跟龍印者並無其他恩怨，經遊戲「遊戲王5D's Tag Force 6」中說明他為地縛神信徒的後裔，故追隨魯多卡·葛德韋恩對付紅龍，算是魯多卡的心腹，被擊敗後還令魯多卡震怒。牌組以獸族怪獸為主題，代表王牌是黑暗同步怪獸「猿魔王塞曼」。猿魔王塞曼本身以「詛咒之針」壓制住精靈世界，導致精靈世界產生許多逆轉的異狀。最在與龍可、龍亞對戰後化成灰燼消失，古代精靈龍也同時回到龍可手上。黑暗者事件後確認生還，其後續在遊戲中「遊戲王5D's Tag Force 6」表示對曾為黑暗者的過去已經感到後悔並自願擔任起監視封印地縛神的地上畫的工作。
鬼柳 京介Kiryu Kyosuke*
聲：小野友樹（日本）／官志宏（臺灣）
黑暗者之一，20歲，擁有「巨人之印」，能召喚巨人地縛神Ccapac Apu。有「滿足」這個口頭禪。
牌組以「無限地獄」為名的惡魔族怪獸為主題，在空手也就是零手牌的狀態下才能發動最大的威力。代表王牌是黑暗同步怪獸「百目龍」，並可用其效果，使其被破壞時高速召喚巨人地縛神Ccapac Apu。
過去是遊星、傑克、烏鴉等人的夥伴，組成「滿足團隊（Team-Satisfaction）」並稱霸衛星區，擊敗各個大小決鬥幫派。滿足團隊同時也成為類似自衛隊的存在，會現身幫助有難的人們，因此受到部份人的敬重。決鬥風格與傑克相同，使用強力的怪獸構成正面突破，牌組以「西洋棋惡魔」為名的惡魔族怪獸為主題。
但在稱霸衛星區之後因為失去目標開始越來越走偏、轉為攻擊公安警察，對治安維持局進行爆破攻擊。逃亡過程中受到遊星的幫助，但被逮捕後碰巧看見公安警察領隊對遊星的嘲諷下誤以為自己被出賣移送入監。之後在收容所裡選擇輕生卻被地縛神給選上許下兩個願望後憑空消失變成黑暗者，在黑暗者篇中兩度與遊星進行騎乘決鬥，第一次對戰時以巨人地縛神Ccapac Apu害得遊星摔車而被迫中斷，第二次對戰時才被遊星擊敗化成灰燼消失。在黑暗者篇後失去期間的記憶並踏上旅途。
後來於毀滅鎮篇再度登場，旅行到毀滅鎮的鬼柳想起黑暗者時期的事情，自己的決鬥讓同伴痛苦所以討厭決鬥，但是自己又無法放下決鬥，於是鬼柳決定跟著決鬥一起倒下，所以成為毀滅鎮拉蒙集團的打手。牌組同為「無限地獄」，不過王牌變更為「無限地獄死亡龍」。
在決鬥時以吹口琴方式登場令人聞風喪膽的「死神」。被威斯特以及妮可姊弟及他們的父親的鼓舞下重拾決鬥化為真正的「死神」決心要葬送掉羅頓。在滿足團隊的夥伴們以及公安警察的協助下，擊敗羅頓並肩負起復興毀滅鎮的責任也間接的實現當初的願望「最後的決鬥」。最後留在毀滅鎮跟妮可和威斯特姊弟倆一起生活，鎮名也在此後改名為滿足鎮。
在漫畫版裡與傑克認識，同為被雷克斯收養的孤兒，個性溫柔，會安慰敗在他手下的其他孩子，看不過傑克的作風而勸過他，後在無意間發現那些消失的孤兒其實不是被送養，而是被處分掉後，曾邀請傑克一起逃走但被拒絕，後來與其他人一起逃走但只有他成功脫逃。打敗亞紀後來又敗給傑克放棄晉級的機會，自身即持有另外一張決鬥龍卡。
波姆／波馬Boomer*
聲：平井啓二（日本）／李世揚（臺灣）
黑暗者之一，擁有「虎鯨之印」，能召喚虎鯨地縛神Chacu Challhua。被稱為「黑色暴風」的著名決鬥者，與弟妹們一起生活，十分重視家人，本身是知道星之民傳說的後裔。牌組以「反應戰機」為名的飛機型機械族怪獸為主題，會在對手進行各方面動作時給予損傷。代表王牌是「巨型空襲轟炸機」。變成黑暗者後則多了黑暗同步怪獸「黑暗航空母艦」。
在幸運盃開幕，為身為衛星區出身以及有標籤的身分遭到觀眾們質疑的遊星出聲，相當有決鬥者風度。因為影像信件的誤導而認為葛德韋恩破壞自己的家園燃起復仇心，也因此報復而遭到逮捕，然而在移送入監途中被迪馬克劫走。迪馬克敗北後，魯多卡將他從牢籠裡釋放出來，而他也接受邀請被帶到舊型Moment前，被鲁多卡施以绞刑后變成黑暗者，發誓向遊星與葛德韋恩展開復仇。不料在碰上龍印者之前就先碰上跟自己擁有相同遭遇的烏鴉，進而展開決鬥。後來在決鬥中途由於烏鴉跟遊星的提醒而得知破壞自己家園的真兇其實是黑暗者跟地縛神進而打算投降，但還是被地縛神支配強制繼續。最後為了保護烏鴉而被落石砸中化成灰燼消失。黑暗者事件後無事生還踏上旅途。
後來於納斯卡篇再度登場，由於夢到奇怪的夢跟看見許多奇怪的預兆寄信邀請遊星和傑克前來納斯卡地線決定以面對的方式贖罪，跟兩個弟妹留在納斯卡地區監視地縛神的狀況，並且興建羽蛇神的神廟用以便壓制力量。後得知預知夢雖然與最強的地縛神「紅蓮新星」相關，然而指引這一切的卻是紅龍本身。並於此篇確定紅龍的跟羽蛇神是指同一事物。幾年後有和傑克決鬥被他擊敗。
在漫畫版裡與遊星交手，敗給遊星後坦承認輸，並指出遊星的新絕招十字衝擊並未完成。
卡利渚Carly*
聲：豐原裏美；130話開始改為金田晶（日本）／陶敏嫻（臺灣）
黑暗者之一，擁有「蜂鳥之印」，能召喚蜂鳥地縛神Aslla Piscu。
黑暗者時以「幸運少女」為名的魔法使族怪獸為主題，會隨著回合經過提升等級、攻擊力。
是個非常喜歡傑克的新聞記者，戴著厚重眼鏡，採訪時老是一直吃螺絲，令同為新聞記者的安潔拉非常瞧不起，認為真相比新聞受不受歡迎重要，尤其關於傑克的部份會不惜跟編輯長吵架。牌組以「占卜魔女」的魔法使族怪獸為主題。
曾在幸運盃結束後救下傑克與他對抗假的黑暗者，後來在調查理想鄉團時變裝潛入大樓被迪梵恩給發現自己的目的而在決鬥中敗北後墜樓，但是因為對傑克的思念下變成黑暗者並且迅速打敗迪梵恩使他墜樓生死不明，最後跟傑克對戰後化成灰燼消失，後來黑暗者事件結束後確定生還但完全喪失相關記憶。WRGP大賽期間編寫過5D's隊的專題報導，也去幫傑克打氣並在他摔車時跟深影、史蒂芬妮出手幫傑克送醫。
密絲蒂·蘿拉Misty Lola*
聲：皆川純子（日本）／陶敏嫻（臺灣）
黑暗者之一，擁有「鬣蜥之印」，能召喚蜥蜴地縛神Ccarayhua。世界著名的頂尖模特兒，懂得面相。牌組以「蛇妖」為名的爬蟲類族怪獸為主題，擅長將對手的攻擊力變為0。不過對亞紀的戰鬥則改以「悲劇皇后龍」為主題的牌組，唯一成為黑暗者後還保持正常日常生活能自由解除黑暗者的外表的人。
起初對亞紀感到恨之入骨，還想藉此讓亞紀以魔女的一面出現。因為自己在過去和弟弟小鳶相依為命，投靠迪梵恩所創立的「自己的理想鄉團」。但是沒多久聽聞弟弟因為被亞紀的念力決鬥造成的意外卷入受傷不久離奇身亡下感到悲痛，後來在開車時因弟弟喪身的事而情緒低落以致於衝入海裡，雖然被獲救保留一命但在途中被地縛神給介入下復活成為黑暗者，打算找亞紀展開報仇還給弟弟小鳶一個交代，令亞紀對小鳶的事感到很自責讓遊星負責幫她調查小鳶的死亡真相。
在跟亞紀決鬥時故意讓她看見迪梵恩被化為黑暗者的卡利給墜樓的場景，促使亞紀感受自己曾失去小鳶的感受下而暫停決鬥。後來看見受迪梵恩的介入展現出以魔女的一面的亞紀後發揮出自己真正的實力，接著因為遊星的決鬥盤功能「多方面決鬥用之語音網路」竊聽之下得知迪梵恩殺害小鳶的真相後為此震怒，以地縛神 科卡萊雅吃掉迪梵恩成功替小鳶報仇，並打算自行投降，不料卻被地縛神控制，在讓亞紀聽到自己的求助心聲後，被亞紀擊敗化成灰燼消失。黑暗者事件結束後確定生還，人在國外的她有寄明信片給亞紀，可見記得黑暗者時期的事情。
狄克·彼特*
聲：細谷佳正（日本）／官志宏（臺灣）
被魯多卡操控成為假的黑暗者之一，亦有假的「蜘蛛之印」。被控制時牌組以獸族怪獸為主，代表王牌是黑暗同步怪獸「凍結的費茲傑羅」。根據卡利表示是有名的街頭決鬥者。

### 世界本源滅四星
在毀滅的未來倖存的四個人，劇中使用的皆不是本名，而是行動代號，統稱以及各自的稱號僅出現在設定中，劇中並沒有提到過。四人以Z-ONE為中心展開了拯救世界的研究，然而研究全都宣告失敗，帕拉杜克斯、安提諾米、阿波利亞也相繼年邁而死，但三人在臨終前也向Z-ONE主動提出將精神複製到機械人上繼續支持他的行動。此後他們開始修正歷史的行動，但依然無法迴避未來的毀滅，期間Z-ONE甚至指派帕拉杜克斯去暗殺戰鬥怪獸卡創始者貝卡斯來尋求巨大改變，但被因為紅龍引導歷代的主角們回到過去阻止自己而失敗告終。
Z-ONE
聲：石川英郎（日本）／李世揚（臺灣）／譚漢華（香港）
本劇最終敵人，戴著鐵面具並待在有如菊石目殼般的生命維持裝置中的神秘人物。是世界本源滅四星之首，也是毀滅的世界最後的倖存者。稱號為無限界帝Z-ONE，行動代號由來為「最後的一人（Z-ONE）」。使用以無數卡片石版變成的巨大牌組－時械神牌組，十張「時械神」以生命之樹為主題，每張都擁有無法被破壞的以及不接受對方的戰鬥損傷的強大效果，配合加速召喚以及從手牌發動的塔羅牌主題的陷阱。代表王牌是「究極時械神賽菲隆」。
是未來的一名科學家，察覺到異常以及人心的衰頹後決心改變未來，將自己的樣貌改造成過去的英雄「不動遊星」，並複製其思考模式，開始拯救世界的行動。在行動中成功拯救並改變了包含安提諾米在內無數的人，但終究為時已晚。後與安提諾米、帕拉杜克斯、阿波利亞相遇，為了挽救破滅的未來而讓三人依序回到過去並與遊星等人接觸，但最後敗給領悟新境界的遊星，由於是以遊星為基礎改造（包括正向遊星粒子），同時他也了解到這個世界需要遊星，不能就這樣白白犧牲，否則只會跟自己的時代同樣下場為由，因此最後在遊星決定自我犧牲阻止聖櫃搖籃時，突然取代遊星撞向聖櫃搖籃，臨終前想起夥伴後在爆炸中含笑而逝。
阿波利亞
聲：根本正勝；老年聲：菅生隆之（日本）／陳幼文（臺灣）／竺諺鴻（香港）
稱號為絕望之阿波利亞，行動代號的由來為「困惑（Aporia）」，與Z-ONE、帕拉杜克斯等人肩負起重建毀滅的世界的使命。
少年時在機皇帝的砲擊下失去父母，青年時一同反抗機皇帝的情人也慘亡，老年時見證人類的滅亡，在人生的各個階段體會到深沉的絕望的人，三皇帝就是分別象徵阿波利亞不同成長絕望的年紀。
使用專門捕獵同步怪獸的機皇牌組，代表王牌是「機皇神機紀年無限立方」、「機皇神龍星標」。
臨終前主動向Z-ONE提出將自己人生三個階段的絕望分開作為最後幫助Z-ONE的力量，因此分裂成盧奇亞諾、普拉西多、荷西三個機器人創立世界本源展開修正歷史的未來拯救計畫。在WRGP最終戰擊敗傑克與烏鴉後，合體成原來的阿波利亞迎戰遊星，敗給遊星後發生爆炸並且墜海，身體嚴重破損，被Z-ONE帶回修復。由於認為自己太執著於絕望的情感，所以要求Z-ONE將其情感全部消去成為一個沒有任何感情的機器人，並在修復後於聖櫃搖籃迎戰傑克、龍雅與龍可，敗給三人後因為龍亞的成長以及傑克的話語而有所感悟下重新找回希望。之後拖著殘破的身體努力勸說Z-ONE更改計畫，並與Z-ONE展開決鬥，但以戰敗告終，不過這場決鬥所帶來的提示也成為遊星勝利的基石，並在臨終前將身體的一部分賦予遊星號後在遊星一行人的陪伴下逝去。
盧奇亞諾
聲：吉田仁美（日本）／陶敏嫻（臺灣）
綁有紅褐色的辮子的男孩，個性自信好玩，但是不至於因此誤事。機器人，『∞』記號位於左眼，使用的D輪是決鬥滑板，決鬥盤是背後纏繞的機械條。牌組以「神空」的強化零件為主題。代表王牌是「機皇帝神空無限」。決鬥的實力強大，曾壓倒性的戰勝龍可與龍亞。在破滅的未來失去了所愛自己的人。第134集跟荷西和普拉西多合體為阿波利亞。其名字是來自世界三大男高音（The Three Tenors）中的盧奇亞諾·帕華洛帝。
普拉西多
聲：根本正勝（日本）／陳幼文（臺灣）
白髮紅眼的青年，個性自傲且冷酷沉著，但容易受勝負心影響而變的魯莽衝動。機器人，『∞』記號位於右眼，使用摩托車型的D輪，能與D輪合體，決鬥盤為劍的外型，能用來劃破空間移動。牌組以「神智」的強化零件為主題，不過曾經偷拿走盧奇亞諾的「神空」零件使用。代表王牌是「機皇帝神智無限」。製造並派出大量的機器人「幽靈」去襲擊駕駛D輪的決鬥者，意圖使新童實野市陷入混亂，藉機增加迴路。曾經敗於不動遊星，上半身飛出D輪，左臂斷裂。在破滅的未來失去自己所愛的人。第134集跟荷西和盧奇亞諾合體為阿波利亞。其名字是來自世界三大男高音（The Three Tenors）中的普拉西多·多明哥。
荷西
聲：菅生隆之（日本）／官志宏（臺灣）
長鬍子老人，個性冷靜穩重、慎謀遠慮、體格壯碩。是個與D輪合為一體的賽博格，『∞』記號位於嘴部。牌組以「神陸」的強化零件為主題。代表王牌是「機皇帝神陸無限」。自稱為三皇帝的領導者，實際上也是三皇帝中最顧及全面的人。告訴遊星等人想知道一切真相就繼續參加WRGP，因為他們在正式比賽裡也會出賽。在破滅的未來已經沒有其他生還者，連愛人或被愛都不可能。第134集跟盧奇亞諾和普拉西多合體為阿波利亞。其名字是來自世界三大男高音（The Three Tenors）中的荷西·卡列拉斯。
安提諾米
聲：田中宏樹（日本）／官志宏（臺灣）
本名為 喬尼，行動代號的由來為「二律背反（antinomy）」。性格正直作風正派的職業騎乘決鬥者，人類時是左撇子，機械人時則是右撇子。
年輕時以D輪騎士活躍，也有著騎乘決鬥大會優勝以及習得加速同步、三角加速同步的實力。D輪是造型前衛的「三角鷹」。使用「科技屬（T.G.）」牌組，代表王牌是加速同步怪獸「科技屬 刃槍手」、三角加速同步怪獸「科技屬 戟砲手」。
在未來因同步召喚引發永轉機加速，世界各地的人們開始恐慌不安時，主張應該如同不動遊星一樣展示真正的同步心境。然而世界瀕臨毀滅時，受到嚴重打擊的安提諾米也不得不動搖，但仍舊對同步保有希望，是四人之中唯一使用同步為主的人。
在遊星尋找對抗機皇帝的方法時出現，真實身分是Z-ONE派來引導遊星進化的存在，但因為任務所需而記憶不完全又跟互相不知道身分的普拉西多發生衝突，因此墜海失憶而忘記使命。之後遇見遊星等人時化名為布魯諾和他們相處很長一段時間。在想起使命後以自身性命為代價告訴遊星有關三角加速同步的存在。最後在與遊星的決鬥中犧牲自己幫助遊星逃離黑洞，將未來託付給遊星。
帕拉杜克斯
聲：田村淳（日本）／梁興昌（臺灣）
又譯「帕拉德克斯」、「帕拉多克斯」、或直译「悖论」，稱號為逆剎之帕拉杜克斯，行動代號的由來為「悖論（Paradox）」。
三個夥伴之中唯一沒有在動畫版以年輕姿態出現的人物，也是世界本源滅四星最初的犧牲者，年輕版模樣只出現於劇場版「～超融合！超越時空的羈絆～」。
以一台白色的超大型D輪進行騎乘決鬥，擁有穿越時空的能力並且能展開虛擬影像的屏障做為速成的決鬥場。
代表王牌是「罪 矛盾龍」、「罪 真實龍」。認為卡片的存在本身就是原罪，所以牌組皆以「罪（Sin）」為名，使用穿梭各個時代盜走各時期的強大怪獸並且原罪化集結成的原罪牌組。
為了抹滅戰鬥怪獸而回到過去，企圖暗殺戰鬥怪獸卡創始者貝卡斯，最後在決鬥中被武藤遊戲、遊城十代、不動遊星三位主角擊敗。在破滅的未來與阿波利亞相遇時已是老人，並且配戴單眼眼鏡，劇場版中的則是移植複製其精神的機器人以年輕時的外貌登場。
在破滅的未來與阿波力亞相遇時已是老人，並且配戴單眼眼鏡，但劇場版中是以年輕的姿態登場。根據Z-ONE的說法，劇場版襲擊遊星的帕拉杜克斯是其指派，並有將遺體收進機械艙的劇情片段，故能以年輕姿態的原因應與阿波力亞和安提諾米相同，已非本人的身體。

### 其它反派
迪梵恩
聲：松風雅也（日本）／陳幼文（臺灣）／竺諺鴻（香港）
「自己的理想鄉團」首領，擁有超能力的決鬥者。牌組以超能族怪獸為主，以支付基本分數做為強大效果的代價，並同時有相應的回復基本分數能力。代表王牌是「精神世界惡魔」。本身擁有相當程度的超能力，能將卡片直接實體化，不過還是遠遠不及亞紀。由於手上握有許多不少人的秘密與不利的把柄，因此使治安維持局也無法出手調查「自己的理想鄉團」背後的真相與真面目。
表面上對任何人很善待，但實際上個性殘酷與無情，認為無所幫助的人都可以丟棄（過去曾因為這樣的理由教唆下屬去殺害蜜絲蒂的弟弟小鳶，只因為小鳶無法承受高壓的電流實驗）。
創建自己的理想鄉團實際上的目的是要讓那些失去歸宿的人當作兵器（大多數團員並不知情），曾在出手幫助失去歸宿的亞紀時並且給她一直想要的歸宿與一切，也被亞紀看成是她無可替代的夥伴。（實際上是為了利用她，況且自己的超能力可以操縱亞紀使她變的狂暴）。
最初在龍可與龍亞跟著冰室與矢薙調查自己的組織，因而在最初對決中擊敗龍亞，將他與龍可、冰室與矢薙分別囚禁起來。後來因為卡利潛入大樓懷疑她會調查自己的事備感戒備，雖然在與卡利的念力決鬥中獲勝，卻因為卡利轉變成黑暗者處於劣勢更被她所召喚的「地縛神 阿斯拉皮斯可」給擊敗並在大樓崩塌中墜樓，雖然在事件中僥倖存活（右臉帶傷）卻為了找黑暗者復仇並操縱亞紀讓她展現出她化為魔女的一面跟黑暗者的密絲蒂決鬥，但跟遊星對峙時被他給刺激下坦白說出自己殺害小鳶的動機，讓透過遊星的決鬥盤功能「多方面決鬥用之語音網路」給密絲蒂偷聽到下為此震怒之際被她以「地縛神 科卡萊亞」給吞食掉。
馬爾康（マルコム）
聲：青山穣（日本）／陳幼文（臺灣）
馬爾康家族的領導，羅頓的哥哥。額頭上兩邊或下巴有標記。帶著紅色的領巾，身穿牛仔風格的服裝的男子。與拉蒙集團產生對峙關係。
過去為了爭奪衝突鎮礦山中的D輪使用的礦石「達因」的權利或工人權，與拉蒙集團多次雇用賞金獵人作為保鏢來代理戰爭來持續下去，起初在弟弟羅頓正在決鬥修行之旅期間面對拉蒙僱用鬼柳並將自己手下成員一個一個的送往礦山的處境時飲酒消愁，因此在僱用遊星來對付鬼柳。後來在遊星和鬼柳決鬥、羅頓擊敗拉蒙後，很快遭到羅頓和芭芭拉的背叛而被送往礦山，最後在遊星等人的活躍下被救出，並與其他人一起復興毁滅鎮(滿足鎮)。
羅頓（ロットン）
聲：岩崎征実（日本）／陳幼文（臺灣）
《衝突鎮》篇的主要敵人兼馬爾康家族的幕後黑手，馬爾康的弟弟，特徵是後面有綁馬尾。使用食人魔牌組，怪獸名稱皆以「食人魔（オーガ）」之名的怪獸為主題，擅長直接給予損傷。
主要是將魔法陷阱作為代價，給予對手生命值傷害的「機槍食人魔（ガトリング・オーガ）」為主軸，扣血牌組相當得意的決鬥者。遊戲王史上第二位先攻一回殺的人物，與之對決的遊星、鬼柳也陷入苦戰。驅使著看起來能與多人數決鬥的大型D輪。
自稱現實主義者，也是個外冷內冷、草菅人命、乖戾兇殘、目中無人、自私自利的殺人魔，其犯罪行徑，甚至囂張到泯滅人性，例：決鬥中進行暴力行為，排除對手等，完全不猶豫。與遊星對決的兩次都用自製炸藥中斷決鬥。有著與芭芭拉聯手背叛哥哥馬爾康等冷酷無情、陰險狡猾的性格。成為城鎮新的支配者後為了自利，企圖著將加入的手下互相自殘決鬥（需要礦工）也送往礦山。跟遊星與鬼柳的決鬥中用事先在小鎮所有地方都放置炸藥來引爆破壞小鎮製造混亂而獨自逃走，遊星將自己的D輪借給鬼柳去追他，後被鬼柳追上被迫談條件並且表示只要獲勝就可以離開，加上自己猜到鬼柳一定會使用無限地獄死槍手為由，而接受賭注繼續決鬥（後來演變成一對一決鬥），最終被鬼柳擊敗，並且隔天早上被以妨害自由、故意毀壞財物、私行拘禁、多項教唆傷害、操控犯罪組織、非法持有槍械及爆裂物、嚴重危害公共安全、肇事逃逸及多項殺人等共同的罪名，跟芭芭拉一起被治安警察給逮捕入獄、移送法辦。
芭芭拉（バーバラ）
聲：岡村明美（日本）／陶敏嫻（臺灣）
住在毀滅鎮、擁有黑色波浪長髮的女性，為人陰險無情，但跟羅頓關係很好。
一開始為了要引誘遊星上鉤，而寫信給遊星請求他來鎮上拯救鬼柳，實際上是跟羅頓聯合來支配毀滅鎮(還打算將毀滅鎮改名叫「芭芭拉鎮」)，也不惜與羅頓一起背叛馬爾康，甚至挾持威斯特與妮可來要脅遊星與鬼柳，但被前來支援遊星與鬼柳的傑克給推倒。在羅頓事先在小鎮所有地方都放置炸藥來引爆破壞小鎮製造混亂下試圖跟他逃跑而被拋下。最後跟羅頓一起被治安警察給逮捕入獄、移送法辦。

## 其它決鬥者

### 幸運盃
波姆（ボマー）
參照#黑暗者。
吉爾·德·藍斯柏
聲：上田燿司
被稱為「鐵血的騎士」的著名決鬥者，以正義自居的騎士後代，特徵是身穿鎧甲並有同風格的盾牌決鬥盤。代表王牌「假面騎士　ＬＶ７」，雖然決鬥中不斷對十六夜亞紀對戰中發會實力卻不敵她強大的力量而落敗。
死羅（しら）
聲：岡部涼音
原本將和遊星決鬥的決鬥者，有「死神」的異名，穿著斗篷，傳聞中跟他決鬥的人都會嘗到非常可怕的經驗。但還沒參賽就被炎城給襲擊被奪去斗篷而昏倒(被炎城骸接替)，被葉薩報告葛德韋恩無奈說「長官!死羅根本不管用」之類的話。
炎城 骸
聲：矢薙直樹(本篇)→渡邊拓海(ARC-V)（日本）／陳幼文(本篇)→馬伯強(ARC-V)（臺灣）
享受速度以及決鬥的騎乘決鬥者，實力不俗但是仍舊比不過傑克，有向傑克挑戰兩次結果敗北。牌組以「燃燒骷髏頭（バーニング・スカルヘッド）」為主軸的不死族怪獸為主，著重於召喚速度，並能給予強力的效果損傷。代表王牌是「疾速之王☆骷髏火焰（スピード・キング☆スカル・フレイム）」。跟打算再度跟傑克對決，自己想辦法參加幸運盃決鬥，他假扮警衛溜進來時碰巧聽到葉薩跟死羅談話時說出傑克被遊星打敗的消息，反而目標改變跟遊星對決的念頭。他襲擊死羅而奪去斗篷來接替，和遊星決鬥開始時，揭開自己身分，因為葛德韋恩許可而展開決鬥。在Z-ONE還沒改變的未來中有跟遊星以及一起組隊出賽並贏得冠軍的歷史紀錄。
《遊戲王ARC-V》出現平行世界版本的他。同步次元的一般市民。參加地下決鬥的參賽者。因為敗在黑咲隼手中而被送入地下。後參與了真嗣和一般市民掀起的暴動並逃出。平行世界裡一樣使用「燃燒骷髏頭（バーニング・スカルヘッド）」為主軸的不死族怪獸系列牌組。代表王牌依舊是「疾速之王☆骷髏火焰（スピード・キング☆スカル・フレイム）」。
法蘭克
聲：關俊彥
治安維持局為了開拓龍印者深層力量所派的決鬥刺客，有「決鬥心理諮詢師」的異名，有虐待狂的性格，喜歡觀看對手處於劣勢時的反應，而且會透過催眠手法跟對方進行些諮詢決鬥。代表王牌是「超魔神本我（超魔神イド）」。
由於龍亞代替龍可參賽所以沒有觀測到紅龍的力量，於是葛德韋恩以敗北復活名義讓他與龍可對戰。與龍可對戰途中露出本性，被憤怒的古代精靈龍抓住，後來龍可的「妖精王的惡作劇」讓決鬥平手後回到原來世界。
來宮 虎堂
聲：新垣樽助
葛德韋恩找來的決鬥者，有「決鬥資料分析師」的稱號。擅長分析對方牌組跟經歷，然後不斷做出讓對手動搖的發言並靠著構築牌組來取勝，代表王牌是「瘋狂資料分析師（マッド・プロファイラー）」。
決鬥中曾不斷連續查出十六夜亞紀的過去經歷還連續挑釁她不放，最後因激怒亞紀而被她強大的力量打成重傷。

### WRGP參賽隊伍

#### 雪莉隊
僅有兩人的隊伍，但同樣有相當強的實力，參賽紀錄在Moment Express開發機構被消滅的那次歷史修改同時從歷史中消失。
5D's隊與獨角獸隊一戰中獲勝後有出席慶功宴，布魯諾表示雪莉跟遊星一樣憑一人之力就擊敗三人。
雪莉·盧布朗Shirley LeBron
聲：中川えりか（日本）／陶敏嫻（臺灣）／姜麗儀（香港）
金色長髮，碧色瞳孔的女子。過去是一位富家千金和家人過著幸福的日子，某日父母因為接觸了名為〝Z-ONE〞的卡片而被殺害，而自己也因這張卡被追殺。為了替父母報仇而遊走各地找尋線索並鍛鍊出相當厲害的格鬥身手。知道遊星為龍印者的身分並且認同他的實力想邀請他加入自己的隊伍卻被婉拒。牌組以聖騎士形象的戰士族怪獸及「鮮花」之名的卡片為主題。代表王牌是同步怪獸「鮮花騎士」、「時花魔女」。
潛入治安維持局時意圖解析〝Z-ONE〞而與布魯諾交手，意外的讓布魯諾恢復部分記憶，後來前往5D's隊的慶功宴時語帶保留。之後化名伊娃與遊星（化名達尼爾），布魯諾（化名提摩西）一起前往跟世界本源有關係的Moment Express開發機構展開調查，然而卻被此地的負責人克拉克的設計困在異次元空間，雖然讓遊星與布魯諾成功脫逃卻因船體破裂而被吸出掉落異次元空間。之後在裡頭和Z-ONE接觸後得知Z-ONE是為了大義才出此下策，另外還察覺到Z-ONE跟遊星有一種異樣的相同感，也因Z-ONE的面具掉落才知道這異樣感從何而來，所以才沒放下仇恨卻放棄報仇。
後來為了改變自己的過去而跟Z-ONE合作作為遊星齒輪的守護者之一「時之騎士」跟烏鴉與亞紀交手。敗北後被兩人的話打動而徹底醒悟，決定跟隨他們，接著亦幫助5D's隊找到Z-ONE，並親眼目睹遊星與Z-ONE兩人的最終決戰。翌年向傑克挑戰但落敗。
漫畫版裡跟亞紀過去曾是同一所學校的同學，其特殊能力是可以透過對方的雙眼看見抽的卡，後因亞紀覺得學校的紀律過於嚴苛而轉學因而認定她是有意逃走的意圖。與亞紀決鬥時被雷克斯說是決鬥巫女的候選者之一，在決鬥時因亞紀故意做出閉起雙眼的危險舉動所以看不見亞紀抽的卡敗北後來與她化解誤會。
溝口
聲：松山鷹志（日本）／陳幼文（臺灣）
雪莉·盧布朗的管家，相當忠誠，身手厲害。D輪為轎車的造型。牌組以「武士」之名的戰士族怪獸為主題，代表王牌是同步怪獸「不退的荒武者」。在雪莉失蹤後四處找尋她的下落，在5D's隊擊敗新世界隊時特地回來祝賀，後來確認雪莉的下落後跟決意留到最後一刻的葉薩待在治安維持局本部，並將名為"Z-ONE"的卡託付給烏鴉讓他轉交給雪莉。在MC返回來報導協助疏散的時候一同挺身，負責操作機械。

#### 獨角獸隊
5D'S隊初戰的對手，多場大賽的常勝軍，接連的計策讓5D's將近戰敗，徹底讓5D's隊明白團隊戰的戰法。在預賽敗給5D's隊而萌生新的友情，互相約定在決賽再度對決。但是後來在災難隊以黑暗之卡「隱身騎士－鉤手－（ヒドゥン・ナイト　－フック－）」捲入車禍受重傷而喪失晉級決賽的資格。
安德烈
聲：加古臨王（日本）／官志宏（臺灣）
西班牙人。實力高強，個性冷靜、充滿自信的人，特徵是紅褐色頭髮，頭髮前方成獨角形，金色瞳孔。代表王牌是同步怪獸「閃電獨角獸」。牌組以獨角形象的怪物為主題，涵蓋獸族、獸戰士族、鳥獸族等等，擅於操作複雜的戰術。让曾說安德烈有「能夠在有限的手牌中、憑直覺組合出最佳的戰術」的才能。幾乎百戰百勝，然而本人並沒有從這樣的戰鬥中找到快樂，因為越是贏越是會看到對方不甘心的表情，所以屢次刻意在勝利之前放水戰敗。直到接受让的邀請，開始「為了隊伍的勝利」的決鬥，重新找到決鬥的理由。曾一百零二次連勝縱橫各個比賽皆由一人就連敗三人取勝，直到WRGP由不動遊星終結連勝紀錄。以一人之力使傑克、亞紀二人連敗。然而之後與災難隊的決鬥中身受重傷。
布雷歐
聲：增田裕生（日本）／何志威（臺灣）
喜歡決鬥的騎乘決鬥者。綠眼，金色至肩的半長髮，下巴蓄著鬍鬚，個性開朗，記憶力超群，擅長記憶並且分析模擬對手的戰術。代表的王牌是同步怪獸「電流二角獸」。牌組以雙角形象的怪物為主題(涵蓋獸族、獸戰士族等等)於對5D's戰鬥中使用牌組破壞戰術。
過去曾是土霸王，當時留著馬尾，充滿自信、脾氣火爆，且受到許多女性的喜愛，被強恩慘敗之後才明白自己的渺小，也發現自己的才能之下接受他的邀請開始「為了隊伍的勝利」的決鬥，個性也變的圓滑許多。被強恩曾說自己「在他的決鬥中發現閃亮的原石」。
強恩／让
聲：內藤玲（日本）／陳幼文（臺灣）
獨角獸隊的隊長兼策師。黑色向後的短髮，橙眼，沒有眉毛，個性冷靜沉著，善於戰術攻防，手指的姿勢為特徵之一。
代表王牌是同步怪獸「雷光三角獸」。牌組以三角形象的怪物為主題(涵蓋獸族、獸戰士族、龍族、戰士族等等)，擅於極限的攻防。跟安德烈一樣由於很有才能並且善於鬥智以至於不喜歡戰鬥，但是讓自己想找到新的戰鬥方式，所以邀請安德烈開始「為了隊伍的勝利」。在跟遊星一戰中，見到遊星明明已經末路卻仍有逆轉的計策的表情時燃起前所未有的勝負心，最後在布雷歐的聲援及安德烈的默許下發動攻擊落敗。與災難隊的決鬥中身受重傷。

#### 災難隊
5D'S隊預賽第二戰的對手，全員臉上有標記，使用從普拉西多那得到的黑暗卡「潛伏騎士－虎克－」來讓對戰對手遭遇車禍不戰而勝。同時，獨角獸隊、烏鴉在跟獨角獸隊對決時受到的傷以及亞紀發生摔車意外事故都是他們所造成的。
尼古拉斯
聲：黒澤剛史（日本）／陳幼文（臺灣）
災難隊的隊長，個性火爆。因為赫爾曼戰敗而憤怒祭出保留的第二張黑暗卡「審判光線」打算讓傑克摔車，然而普拉西多認為因為隊伍已經沒有利用價值便把效果變成兩方都會受到實際損傷，於是也被捲進車禍。最後反而被傑克所救並且教訓一頓。
赫爾曼
聲：勝沼紀義（日本）／官志宏（臺灣）
穿戴鼻環。利用決鬥怪獸的影子讓對手摔車。被帶傷的烏鴉給擊敗報一雪摔車之仇。
漢斯
聲：下妻由幸（日本）／何志威（臺灣）
隊伍中原本的第三棒次，因尼可拉斯的車禍無法上場。

#### 太陽隊
5D's決勝賽的第一個隊伍，三位外貌尋常的農村青年。因為想要挑戰自己而遠從鄉下前來參賽，共用一台破舊的D輪，但D輪在量產型幽靈作亂時損壞。在比賽前一段時間試車中的他們不慎撞到龍亞，在交談後認識在了解情況後，受龍亞拜託遊星及布魯諾幫忙修理他們的D輪。牌組皆以「手をつなぐ魔人（牽手魔人）」為主軸，擅長防禦力的強化，配合激速世界2的效果給予對方直接損傷，連擅長強襲的傑克都對此感到棘手。
太陽隊的牌組完全沒有昂貴的稀有卡，牌組是從垃圾裡撿來的，幾乎全是無效果而且攻擊力低下的通常怪獸，魔法陷阱也幾乎全是早期缺乏火力的卡片。決鬥方式以牽手魔人增強怪獸防禦和效果傷害為主，因為節奏緩慢拖沓遭到全場觀眾給唾棄。但隊伍真正的戰術是為拖延時間並召喚「沉睡的巨人 茲辛/咕咚」，此卡效果匹敵三幻神，但由於召喚條件過於困難而被視為廢卡。太陽隊也是歷史上唯一在公式決鬥中成功召喚過這張卡的隊伍，全場觀眾在得知他們想要召喚茲辛時整個加油的完全倒向太陽隊，而原本聲勢高昂的5D's隊處於不利的場景。連透過螢幕觀賽的諸神黃昏隊也都感到訝異。儘管最後仍敗給5D's隊，但受到5D's隊以及全場觀眾的鼓掌。
山下 太郎
聲：川本成（日本）／官志宏（臺灣）
太陽隊的隊長。穿著紅色運動服的青年，個性正直且很有行動力，是提議去參賽的人，同時也是想到獲勝的秘策的人。戰術頭腦很好，充分活用了牌組特性和印象來隱藏他們真正的王牌的出場。雖然不算專業，修理東西的技術還是在一般人之上。跟吉蔵一起跑去救甚兵衛，三人一路逃跑，最後在看到太陽升起時立下決心，並且將隊伍名定為太陽。
谷川 甚兵衛
聲：井上優（日本）／陳幼文（臺灣）
太陽隊的第二順位騎手。穿著藍色運動服，十分重義氣的人，似乎擅長修理一些比較生活化的機械。本來沒有參加WRGP的打算，是因為太郎的熱情才加入隊伍中。
非常討厭別人看不起他們是鄉下人，給人難以接近的感覺，但只要知道對方沒那個意思，就會真誠的看待對方。知道遊星其實跟他們一樣是從貧乏的環境走過來的時候有所改觀。因為找不到好的卡片而自己徒步想去別的地方，剛好碰到車子因不明原因熄火而傷腦筋的城市人，接著被他招待去他的別墅，順便還幫忙修理空調。然而後來城市人招惹到飆車族，為了逃命甚至拋棄朋友，甚兵衛勸他也沒用，於是二話不說衝回去救人。
林 吉蔵
聲：高坂篤志（日本）／何志威（臺灣）
太陽隊第一位登場的選手。穿著綠色運動服，個性單純樂天的青年，隊裡的開心果。遊星的粉絲，因為沒準備簽名版甚至想拿自己的牌組給他簽名。

#### 諸神黃昏隊
5D's隊決勝賽的第二個對手，世界聞名的強大賽隊，冠軍後補之一。三人各持有「三極神」之稱的同步怪獸「極神聖帝奧丁」、「極神皇托爾」、「極神皇洛基」，是貨真價實的神之卡，和三幻神一樣屬於神屬性、幻神獸族。受到三極神守護，並擁有「盧恩之瞳」，和龍印者一樣不因歷史的竄改有所影響，曾經數度發現歷史被三皇帝改變的震動，並察覺到「新世界隊」將人氣搶走的狀況。
全隊持有的牌組以「極星」之名的怪獸及陷阱為主，典故皆出自北歐神話中出現的眾神、巨人、寶物、兵器。後來三人全力協助5D's隊，藉由舊型moment（舊モーメント）及三極神的力量，在代達洛斯橋上架起彩虹橋畢夫雷斯特（虹の橋ビフレスト），前往Z-ONE所在的聖櫃搖籃。
哈拉爾德
聲：小野坂昌也（日本）／官志宏（臺灣）／小時候：小見山佳巳
諸神黃昏隊的隊長，髮色為水藍色的男子，個性冷靜又慎謀遠慮的決鬥者，名字意為「軍隊的指揮官」。牌組以「極星天、極星邪、極星將」為名的怪獸為主題。代表王牌是同步怪獸「極神聖帝奧丁（極神聖帝オーディン）」。雖然並沒有提及外號，但擁有讓多拉岡及布雷夫自稱望塵莫及的實力，如同他所持有的奧丁在北歐神話中的特質，擅長全盤的戰術思考。過去曾因三皇帝改變歷史而導致的戰機失控，為了救隊員而擅自開火離開軍隊後展開世界之旅，直到數年前返回讓奧丁開眼後成功取得「極神聖帝奧丁」，開始尋找其他持有三極神之卡的人。最初推測不動遊星會重蹈他過去父親的意外，認為遊星將是「破滅的命運」、「諸神的黃昏」的罪魁禍首，然而透過這場比賽明白遊星有突破命運的可能性，轉而認同並協助他。根据盧恩字母表，哈拉爾德是ANSUR，代表阿薩神族中的主神奧丁。
多拉岡
聲：宮健一（日本）／陳幼文（臺灣）
髮色為黑色和黃色的男子，外表展現出威嚴的強悍決鬥者，一旦決鬥就會全力以赴，但對熟人卻是個溫和可靠的朋友。牌組以「極星獸」為名的獸族怪獸為主題。代表王牌是同步怪獸「極神皇索爾」。被稱為「北歐的死神」的決鬥者，如同他所持有的托爾在北歐神話中的特質，擅長強力的進攻。表演賽挑戰傑克時，極神皇托爾與闇紅惡魔龍兩股不同的力量產生共鳴而緊急停止決鬥。原先在職業決鬥者中就有相當的知名度，此外也跟著冒險家的父親在雪山探索。
父親於三年前發生意外而重傷但沒有足夠的錢可以支付醫療費用。得知這狀況的雷克斯·葛德韋恩指派葉薩與其接觸以醫療費用為條件要其進行假決鬥，藉以用其名聲來提高傑克·亞特拉斯的聲望。尊嚴受損後將「極神皇托爾」丟置在父親的身邊埋首於危險的雪山探險中彷彿在尋死一般。直到與哈拉爾德接觸後才重拾「極神皇托爾」，並跟開始一起行動。因此將傑克·亞特拉斯視為仇人之一誓言奪回自己的尊嚴。然而正式比賽時傑克展現出來的實力及精神令他走出這段陰霾，並且之後兩人成為互相認同的好敵手。根据盧恩字母表，多拉岡是THORN ，代表阿薩神族中的雷神托爾。
布雷夫
聲：木村良平（日本）／何志威（臺灣）
髮色為紅色和橙色的男子，三人之中個性最開朗的一人，名字的意思是「勇敢」。牌組以「極星靈」為名的怪獸為主題。代表王牌是同步怪獸「極神皇洛基」。被稱為「變換自在的智多星」的決鬥者，如同他所持有的洛基在北歐神話中的特質，擅長巧妙的運用各種不同的戰術。
加入諸神黃昏隊之前是一個悠閒、作為寶物獵人在某地區活動。直到遇上一群從附近戰亂國家逃亡而來的孤兒們後把錢都用在大家的生活上並作為家人一起融洽的相處。調查後發現是世界本源在幕後操控戰亂。後來在幫前來找尋「極神皇洛基」以及其宿命的使用者的哈拉爾德與多拉岡做嚮導，並伺機偷走「極神皇洛基」。逃亡時在接觸到哈拉爾德和多拉岡的時候盧恩之瞳的力量覺醒，其後三人結成諸神黃昏隊。無論是境遇還是個性都與烏鴉非常相似，跟烏鴉一樣都算是兩隊的「詐術之王」，挺身而出的原因之一也是自己照顧的孩子們。根据盧恩字母表，布雷夫是顛倒的ANSUR，代表阿薩神族中的邪神洛基。

## 《衝突鎮》篇的角色
鬼柳京介
參照#黑暗者。
威斯特（ウェスト）
聲：五十嵐裕美（日本）／陶敏嫻（臺灣）
住在毀滅鎮的男孩。對已經成為傳說的滿足隊長鬼柳相當仰慕，並希望能和他一樣成為最強的決鬥者得以救回被送往礦山的父親。儘管在礦山跟父親重逢跟著他搭乘礦車逃走，卻面臨父親為了拯救自己與姐姐將自己推付給鬼柳之下犧牲，還被芭芭拉給挾持作為要脅遊星與鬼柳，後來被支援遊星與鬼柳的傑克所救，事件結束後跟鬼柳一起生活在滿足鎮。
妮可（ニコ）
聲：矢島晶子（日本）／陶敏嫻（臺灣）
威斯特的姐姐。跟威斯特一樣仰慕著鬼柳，有著相當堅定的性格。
為了拯救被送往礦山的父親，盡力幫助鬼柳與前來鎮上找他的遊星。說服著放棄狀態的鬼柳，儘管在礦山跟父親重逢跟著他搭乘礦車逃走，卻面臨父親為了拯救自己與姐姐將自己推付給鬼柳之下犧牲，還被芭芭拉給挾持作為要脅遊星與鬼柳，後來被支援遊星與鬼柳的傑克所救，事件結束後跟鬼柳一起生活在滿足鎮。
塞爾吉歐（セルジオ）
聲：佐々木健（日本）／何志威（臺灣）
威斯特與妮可姊弟的父親。
最初在各種生活中變得不順心，後來帶著威斯特與妮可來到毀滅鎮，最初在決鬥中獲勝並希望在鎮上能尊嚴地面對孩子們，但敗北後被送入礦山。
儘管在受到鬼柳與遊星的幫助下跟著威斯特與妮可搭乘礦車逃走，在馬爾康家族的監視下阻斷礦車道。在最後為了將威斯特與妮可寄託於鬼柳留下「讓孩子們看看自己的生存方式」一句話後犧牲，讓鬼柳重新站起來。
拉蒙（ラモン）
聲：宮下栄治（日本）／李世揚（臺灣）
與馬爾康家族產生對峙關係的幫派拉蒙集團的團長。穿著暴走族風格衣服、瘦弱的男子。
過去為了爭奪衝突鎮礦山中的D輪使用的礦石「達因」的權利或工人權，與馬爾康家族多次雇用賞金獵人作為保鏢來代理戰爭來持續下去，起初僱用鬼柳並將馬爾康家族成員一個一個的送往礦山，但在鬼柳敗給遊星、自己敗給羅頓後被送到礦山，最後在遊星等人的活躍下被救出，並與其他人一起復興毁滅鎮(滿足鎮)。
馬爾康（マルコム）
羅頓（ロットン）
芭芭拉（バーバラ）
以上三人參照#其它反派。

## 《納斯卡地區》篇的角色
波姆（ボマー）
參照#黑暗者。
安妮（アニー）
聲：福田日里（日本）
波姆的妹妹、馬克斯的姐姐，傑克的迷。幸運杯時期靈魂被黑暗者們吸收，做為地縛神復活的糧食，並被困在虎鯨地縛神之中。在波姆敗給烏鴉，虎鯨地縛神消失後被送回原處，但是沒有被吸收時的記憶。跟著波姆一起搬到納斯卡地區。
馬克斯（マックス）
聲：石橋美佳→大室佳奈（日本）／陶敏嫻（臺灣）
波姆的弟弟，相當崇拜傑克，是傑克的迷。跟著波姆一起搬到納斯卡地區。牌組幾乎都是傑克使用的怪獸。被紅蓮惡魔的僕人利用來跟傑克決鬥，並不記得期間發生的事情。
紅蓮惡魔的僕人
聲：藤原祐規（日本）／官志宏（臺灣）
火焰姿態的魔物，於一萬年前與紅龍對抗之紅蓮惡魔的僕人。牌組以「黃泉」之名的怪獸為主題。代表王牌是「黃泉的邪王 冥蛇（黄泉の邪王 ミクトランコアトル）」。傑克想要最強的力量就被紅蓮惡魔的僕人引導到遺跡裡迫使傑克決鬥或進行復活儀式，紅蓮惡魔的僕人跟傑克決鬥時被傑克的紅蓮新星龍擊敗，之後遺跡崩潰就被岩石壓扁而消失。
地縛神 紅蓮新星（地縛神スカーレッド・ノヴァ）
聲：藤原祐規（日本）
於一萬年前與紅龍對抗之紅蓮惡魔，擁有凌駕於所有地縛神的力量，最終被擁有燃燒之魂的龍印者所擊敗而被封印起來。一萬年後看上渴望力量的傑克利用曾被地縛神給附身的波姆將他引來。然而決鬥當中被燃燒之魂覺醒的傑克反過來吸收跟闇紅惡魔龍結合變成「紅蓮新星龍（スカーレッド・ノヴァ・ドラゴン）」。

## 其它角色
祐二（ユージ）
聲：飯田真矢（日本）
曾跟雜賀參加合力決鬥大賽的搭檔。但在雜賀在一次車禍中因為自保中使自己發生意外受傷後引退，並將「機甲狙擊手（マシンナーズ・スナイパー）」黏好後送回。實際上卻是祐二珍惜這段友誼的証明。卻被雜賀誤認為這是給他的絕交信，後來在游星告訴雜賀有關祐二的真心後才解開誤會。
小鳶（トビー）
聲：土屋真由美（日本）
蜜絲蒂的弟弟，因為崇拜亞紀加入自己的理想鄉團，在前往墮落者區中不慎被捲入亞紀的決鬥引發的意外後昏迷並於隔天中不幸身亡。導致蜜絲蒂成為黑暗者因而對亞紀產生恨意的契機，後來在治安警察的調查，與遊星對峙迪梵恩中得知實際上被迪梵恩帶去研究，後來在無法承受強力的電擊實驗中身亡，因而被迪梵恩視為廢棋來處理的真相。
幽靈（ゴースト）
聲：川中子雅人（日本）／官志宏（臺灣）
治安維持局開發中的決鬥機械警察，然而卻突然被普拉西多盜走。卡組以「神智（ワイゼル）」的強化零件為主題。代表王牌是「機皇帝神智∞（機皇帝ワイゼル∞）」。普拉席多將其派去測試遊星的實力，在此之前曾重創牛尾以及數名騎乘決鬥者。被擊敗後從道路上墜落摔毀，卡片則被普拉席多給回收。
量產型幽靈（ディアブロ）
聲：川中子雅人（日本）
由普拉西多所大量製造並將命令耶戈偷來的遊星和布魯諾開發的程式安裝在其上的機械軍團，外型和幽靈相同。卡組以「正義盟軍（A.O.J.）（アーリー・オブ・ジャスティス）」的機械族怪獸為主題。於106至107集以混戰模式暴走造成許多WRGP大賽的參賽者被夾擊慘敗而後車禍。最後被遊星、雪莉、溝口、傑克、風馬、安提諾米一行人一一擊敗後被治安維持局給回收。
偽傑克（偽ジャック）
聲：星野貴紀（日本）／李世揚（臺灣）
何賽製造的機械人用來磨練傑克，藉此激發他的力量來增加迴路。與傑克的牌組幾乎完全相同，持有數隻複製的闇紅惡魔龍，但個性則是KING時期的傑克。將趕來的傑克擊敗，後又被接納羈絆的傑克以「救世魔龍（セイヴァー・デモン・ドラゴン）」擊敗而消滅。
希德（シド）
聲：井上剛
D輪竊盜團的首腦，本身為旱鴨子。個性兇殘到不會重視自己的夥伴。卡組以「車輪（ホイール）」為名的卡片為主題，也包含「拷問車輪」這種陷阱卡。代表王牌是「戰鬥之輪（コンバット・ホイール）」（並未公式化）。曾多次算計過前來阻止他們的治安警察，然而最終還是被傑克以風馬的「渾沌惡魔王（デーモン・カオス・キング）」擊敗並在決鬥輸就要掉下去時被他所救，後來被治安警察給逮捕。
克拉克·史密斯（クラーク・スミス）
聲：坂卷學（日本）／陳幼文（臺灣）
Moment Express社長，城府很深的決鬥者。用作弊的手段跟遊星展開神經衰弱決鬥。但在敗北後將遊星、布魯諾、雪莉三人關入機械投入蟲洞中。後來這個舉動被世界本源三皇帝發現而被普拉西多從歷史中篡改，與ME一起被歷史中清除。